# Liste in Italien vorhandener Dampflokomotiven
Dies ist eine Liste erhaltener Dampflokomotiven auf dem Gebiet von Italien.

## Normalspurlokomotiven
| Foto | Nummer oder Name                              | Bauart / Achsfolge           | Hersteller                                                         | Fabrik- nr. | Baujahr | Historie | Eigentümer / Betreiber / Strecke                                       | Standort | Bemerkungen                                                                               |
| ---- | --------------------------------------------- | ---------------------------- | ------------------------------------------------------------------ | ----------- | ------- | --- | ---------------------------------------------------------------------- | --- | ----------------------------------------------------------------------------------------- |
|      | Neapel–Portici 'Bayard'                       | 1A1                          | FS Werkstätte Turin                                                |             | 1939    | |                                                                        | Neapel/Nationales Eisenbahnmuseum Pietrarsa                                                                     | Nachbau anlässlich der 100-Jahr-Feier der italienischen Eisenbahnen                       |
|      | FS 814.002                                    | B1 n2t                       | Floridsdorf                                                        | 310         | 1881    | ex Südbahn 59 (Mezzocorona - Mezzolombardo) |                                                                        | Cremona / FS Depot                                                                                              | Nicht zugänglich, Aufarbeitung unterbrochen. Älteste erhaltene Lokomotive in Italien      |
|      | 1                                             | C t                          | Officine Meccaniche Reggiane, Reggio Emilia                        | 25          | 1912    | |                                                                        | Chiesina Uzzanese / Motel Parco delle Rose                                                                      | [ 4 ]                                                                                     |
|      | 32                                            | B n2t                        | Henschel und Sohn                                                  | 10876       | 1911    | Merte: SIFT - Soc. Ital. Ferrovie e Tranvie für Piacenza "32" "GRAGNANO" / 19xx Denkmal Piacenza "GRAGNANO" |                                                                        | Piacenza / ? | ausgestellt                                                                               |
|      | Industria delgi Zuccheri                      | B n2t                        | Maffei                                                             | 2972        | 1911    | Merte: A. Callegari, Parma, für Zuckerindustrie Rom / 19xx Rouiga / 19xx Moreschi, Ancona |                                                                        | Falconara, Giorgio Moreschi Collection                                                                          | [ 6 ]                                                                                     |
|      | ?                                             | B fl                         | Borsig                                                             | 6860        | 1908    | Merte: Soc. Au. Linificio Canapificio - Schlachthof, Milano / 19xx Dalmine Stahlwerk / 19xx Denkmal, Villa Carolina, Verdello/I (07.1995 vh) |                                                                        | Verdello / Villa Carolina                                                                                       | ausgestellt                                                                               |
|      | Arthur Koppel                                 | B n2t                        | Borsig                                                             | 6457        | 1907    | Merte: Arthur Koppel AG, Berlin, für Rom / 19xx Raccordi Ferroviari Bonaventura Sp. A, Preganziol / Venedig / 19xx Denkmal, Bauunternehmung Bonaventura, Mogliano Veneto - Preganziol (04.2002, 03.2009 vh) |                                                                        | Bonaventura Mogliano                                                                                            | ausgestellt                                                                               |
|      | Cantiere Navale 2                             | B t                          | StEG                                                               | 4365        | 1919    | |                                                                        | Museo delle Forze Armate 1914-1945 / Museum der Streitkräfte 1914-1945 in Montecchio Maggiore                   | Denkmal                                                                                   |
|      | CFCR 8                                        | C t                          | Officine Meccaniche Reggiane, Reggio Emilia                        | ?           | 1910    | |                                                                        | Somma Lombardo / Volandia Museum                                                                                | ausgestellt                                                                               |
|      | CNCT Parma 4 'Busseto'                        | B t Straßenbahn-Kastenlok    | Breda                                                              | 261         | 1891    | |                                                                        | Somma Lombardo / Volandia Museum                                                                                | ausgestellt                                                                               |
|      | CSFT (Pisa) SIIZ 3                            | B n2t Straßenbahn-Kastenlok  | Henschel und Sohn                                                  | 1686        | 1883    | Merte: Tranvia a vapore della Provincia di Pisa "3" "DANTE ALIGHIERI" / '.. Tranvia Bologna, Malalbergo / Zufa ? / 19xx Comitato per la Storia delle Ferrovie e Tranvie (CSFT), Bologna "3"v"DANTE ALIGHIERI" (1993vh) |                                                                        | Portomaggiore / Comitato per la Storia delle Ferrovie e Tranvie,                                                | [ 13 ]                                                                                    |
|      | DR 50.3673                                    | 1’E h2                       | Borsig                                                             | 15062       | 1941    | Merte: DRG "50 1347" / 1949 DR "50 1347" "50 3673" / 21.11.1991 z / 09.1992 IG Dampflok und Tradition, Sinsheim "50 3673" (1992 a vh beim BEM) / 1994 Dampfbahnfreunde Kahlgrund e.V., Aschaffenburg "50 3673" / 1996 EUROVAPOR, Kandern "50 3673" (vorgesehen) / => Dampfbahnfreunde Kahlgrund e.V., Aschaffenburg "50 3673" (09.1998, 10.1998, 03.2000 vh) / 2001 Eisenbahnfreunde Schwalm-Knüll e.V., Schwalmstadt-Treysa "50 3673" (10.2001 vh, 2005 Bw Hattingen) |                                                                        | Luino / ? | betriebsfähig                                                                             |
|      | EAP (EA) (FSE) 08 (04) (14)                   | D t                          | St. Leonard                                                        | 1840        | 1914    | |                                                                        | Castelletto Monferrato / Lucato Termica Srl                                                                     | ausgestellt                                                                               |
|      | FAV 6 'Valtellina'                            | C n2t                        | Henschel und Sohn                                                  | 13262       | 1914    | Merte: Ferrovie Alta Valtellina "6" "VALTELLINA" (198x, 1997 a vh in Foligno) |                                                                        | Foligno / Ferrovia Alta Valtellina                                                                              | Lt. Merte "Typ T3"                                                                        |
|      | FCG 3                                         | C n2t                        | Henschel und Sohn                                                  | 8589        | 1907    | Merte: Ferrovia della Valle Sessera FVS, für Grignaseo-Coggiola Fortula "3" / 19xx Pietra SpA, Stabilimento di Omegna, Omegna "3" (09.1974 vh) / 19xx Fervet, Castelfranco Veneto "FVS 3" / => Denkmal, Fervet AG, Castelfranco Venete |                                                                        | Veneto / Castelfranco Veneto                                                                                    | Lt. Merte "Typ T3"                                                                        |
|      | FCTC 5                                        | C n2t                        | Henschel und Sohn                                                  | 2249        | 1886    | Merte: Ferrovia Centrale e Tram del Canavese "5" (1957 vh) / 19xx Denkmal, Privat, Bricherasio "FTN 5" |                                                                        | Bricherasio / Privat                                                                                            | ausgestellt Lt. Merte "Typ T3"                                                            |
|      | Ferrovia Suzzara-Ferrara 14 'Mincio'          | 1’B t                        | Maffei                                                             | 1457        | 1887    | Merte: Ferrara Suzzara, Lombardei "14 MINCIO"/1971 Fratelli Balestra, Longiano / 19xx Museo dei Trasporti, Depot Bologna S. Donato "14 MINICIO" |                                                                        | Turin / MFP collection                                                                                          | ausgestellt                                                                               |
|      | Ferrovia Piemontese                           | B t                          | Henschel und Sohn                                                  | 6882        | 1907    | Merte: Ferriere Piementesi, Avigliana / 19xx Cinzano, Werk S. Vittoria d'Alba - Cinzano "ENRICO CINZANO" (Denkmal, 10.2003 vh) |                                                                        | Vittoria d'Alba / Cinzano Plant                                                                                 | ausgestellt                                                                               |
|      | Ferrovia Rezzato-Vobarno 23 'Dante'           | C t                          | Maffei                                                             | 3271        | 1910    | Merte: Ferrovia Rezzato-Vobarno "23 DANTE" / 1954 Ferr. del Canavese "23" (1957 a vh) / 19xx Denkmal, Settiomo Torinese bei Turin "FTN 23" |                                                                        | Volpiano / SACRIMA-SRL Waste Management                                                                         | ausgestellt                                                                               |
|      | Ferrovie del Sud Est 316                      | C t                          | Officine Meccaniche Reggiane, Reggio Emilia                        | 21          | 1913    | |                                                                        | Lecce / Museo Ferroviario della Puglia                                                                          | ausgestellt                                                                               |
|      | FNM 200.02                                    | B t                          | Couillet                                                           | 650         | 1883    | |                                                                        | Saronno / Traffic circle Rotatoria delle Ferrovie                                                               | ausgestellt                                                                               |
|      | FNM 200.05                                    | B t                          | Couillet                                                           | 653         | 1883    | |                                                                        | Mailand / Novate Milanese shed                                                                                  | betriebsfähig                                                                             |
|      | FNM 240.05                                    | D t                          | La Meuse                                                           | 2161        | 1908    | |                                                                        | Mailand / Novate Milanese shed                                                                                  | betriebsfähig                                                                             |
|      | FNM 270.04                                    | C t                          | Officine Meccaniche (Sarrona)                                      | 96          | 1897    | |                                                                        | Novate Milanese / FMN depot entrance                                                                            | ausgestellt                                                                               |
|      | FNM 250.05                                    | C t                          | Saronno                                                            | 548         | 1915    | |                                                                        | Museo nazionale della scienza e della tecnologia Leonardo da Vinci, Mailand                                     | [ 28 ] [ 29 ] [ 24 ]                                                                      |
|      | Fornicoke                                     | B t                          | Krauss                                                             | 6498        | 1911    | Merte: SA Lavorazione, Savona |                                                                        | Santhia / Officine Magliola                                                                                     | ausgestellt                                                                               |
|      | FS                                            | C t                          | ?                                                                  | ?           | ?       | |                                                                        | Barbisano / Via Piave                                                                                           | abgestellt                                                                                |
|      | FS 477.011                                    | E n2v                        | Erste Böhmisch-Mährische Maschinenfabrik                           | 120         | 1904    | ex kkStB 180.56 |                                                                        | Neapel, Nationales Eisenbahnmuseum Pietrarsa                                                                    | ausgestellt                                                                               |
|      | FS 476.073                                    | E h2v                        | Wiener-Neustadt                                                    | 5036        | 1911    | ex JDŽ 28-023 ex kkStB 80.100 |                                                                        | Triest, Museo Ferroviario di Trieste Campo Marzio                                                               | ausgestellt                                                                               |
|      | (FS 683.015) fiktive Nummer                   | 1’C1’                        | MÁVAG                                                              | 4491        | 1918    | ex JDŽ 22-069 ex MÁV 324,736 |                                                                        | Triest, Museo Ferroviario di Trieste Campo Marzio                                                               | ausgestellt                                                                               |
|      | FS 728.022                                    | 1’D                          | WLF                                                                | 2650        | 1920    | ex JDŽ 25-022 (vorgesehen als 270.158) |                                                                        | Triest, Museo Ferroviario di Trieste Campo Marzio                                                               | in Reparatur                                                                              |
|      | FS 899.006                                    | C t                          | Krauss-München                                                     | 1069        | 1882    | ex kkStB 294.09 ex Bozen-Meraner Bahn |                                                                        | Neapel, Nationales Eisenbahnmuseum Pietrarsa                                                                    | ausgestellt                                                                               |
|      | kkStB 229.170                                 | 1’C1’ n2vt                   | Krauss-Linz                                                        | 7112        | 1916    | ex JDŽ 116-032 ex DRB 75 743 ex kkStB 229.170 |                                                                        | Triest, Museo Ferroviario di Trieste Campo Marzio                                                               | ausgestellt                                                                               |
|      | FS 422.009 'Lucia'                            | D h2                         | Hanomag                                                            | 6382        | 1911    | ex KPEV 4813 / Preußische G 8 Merte: KED Halle "4813" /1919 Italienische Staatsbahn FS "LUCIA 422 009" / 1946 Italglas, San Giuseppe di Cairo (1972 a) / 1979 Museo Ferroviario Piemontese, Torino "FS 422 009" (04.2001 iE) |                                                                        | Savigliano / Piedmont Railways Museum                                                                           | ausgestellt                                                                               |
|      | FS 422.022                                    | D h2                         | Hanomag                                                            | 6509        | 1912    | ex KPEV 4971 / Preußische G 8 Merte: KED Münster "4971" / 1921 Italienische Staatseisenbahn FS "422.022" / 1946 Italgas, Savona/Italien / 19xx Museo Ferroviario Piemontese, Torino "422.022" |                                                                        | Favria / Favria-Oglianico Railway Station                                                                       | abgestellt                                                                                |
|      | FS (MNFP) 850.022 (MMO N22)                   | 2’B t                        | Couillet                                                           | 1148        | 1896    | |                                                                        | Neapel, Nationales Eisenbahnmuseum Pietrarsa                                                                    | ausgestellt                                                                               |
|      | FS (Rete Adriatica) 552.036 (1900)            | 2’B                          | Breda                                                              | 479         | 1900    | |                                                                        | Museo nazionale della scienza e della tecnologia Leonardo da Vinci, Mailand                                     | ausgestellt                                                                               |
|      | FS (Societa Veneta) 817.004 (4)               | C n2t                        | Henschel & Sohn                                                    | 7750        | 1907    | Merte: SV - Societa Veneta "4" / 19xx Soc. Ferrovia Alessandria-Ovada "4" / 19xx FS “817.004” / 1933 Soc. Edison, Milano / 19xx Denkmal - Privat, Foppoli spa Utensileria, Via Nazionale, Piamborno (11.2011, 04.2017 vh) |                                                                        | Pian di Borno / Utensileria Fappoli, Via Nazionale 9                                                            | ausgestellt                                                                               |
|      | FS 290.319                                    | C                            | Officine Meccaniche (Milano)                                       | 489         | 1912    | |                                                                        | Neapel, Nationales Eisenbahnmuseum Pietrarsa                                                                    | ausgestellt                                                                               |
|      | FS 470.092                                    | E                            | Officine Meccaniche (Milano)                                       | 241         | 1908    | |                                                                        | Museo nazionale della scienza e della tecnologia Leonardo da Vinci, Mailand                                     | ausgestellt                                                                               |
|      | FS 480.017                                    | 1’E                          | Officine Meccaniche (Milano)                                       | 815         | 1922    | |                                                                        | Neapel, Nationales Eisenbahnmuseum Pietrarsa                                                                    | ausgestellt                                                                               |
|      | FS 625.011                                    | 1’C                          | Costruzioni Meccaniche di Saronno                                  | 398         | 1910    | |                                                                        | Trient / Railway Station                                                                                        | ausgestellt                                                                               |
|      | FS 625.012                                    | 1’C                          | Costruzioni Meccaniche di Saronno                                  | 399         | 1910    | |                                                                        | Rimini / Fabilandia Amusement Park                                                                              | ausgestellt                                                                               |
|      | FS 625.017                                    | 1’C                          | Gio. Ansaldo & C. Sampierdarena (Genova)                           | 898         | 1910    | | RTVT - Roma Treno Vapore Team                                          | Rome / Italian State Railways                                                                                   | betriebsfähig                                                                             |
|      | FS 625.027                                    | 1’C                          | Gio. Ansaldo & C. Sampierdarena (Genova)                           | 908         | 1911    | | AVTS - Associazione Veneta Treni Storici                               | Pistoia / Locomotive Depot                                                                                      | ausgestellt                                                                               |
|      | FS 625.030                                    | 1’C                          | Gio. Ansaldo & C. Sampierdarena (Genova)                           | 911         | 1911    | | Museo Ferroviario Nazionale FS di Pietrarsa                            | Neapel, Nationales Eisenbahnmuseum Pietrarsa                                                                    | ausgestellt                                                                               |
|      | FS 625.050                                    | 1’C                          | Costruzioni Meccaniche di Saronno                                  | 441         | 1912    | | ATSL - Associazione Treni Storici Liguria                              | La Spezia / Museo Nazionale dei Trasporti                                                                       | in Reparatur                                                                              |
|      | FS 625.054                                    | 1’C                          | Gio. Ansaldo & C. Sampierdarena (Genova)                           | 974         | 1912    | | ATTS - Associazione Toscana Treni Storici                              | Pistoia / Locomotive Depot                                                                                      | ausgestellt                                                                               |
|      | FS 625.055                                    | 1’C                          | Gio. Ansaldo & C. Sampierdarena (Genova)                           | 975         | 1912    | | ATTS - Associazione Toscana Treni Storici                              | Pistoia / Historical Rolling Stock Shed                                                                         | abgestellt                                                                                |
|      | FS 625.076                                    | 1’C                          | Costruzioni Meccaniche di Saronno                                  | 452         | 1913    | |                                                                        | Desenzano Del Garda / Terreno di Gioco (playground)                                                             | ausgestellt                                                                               |
|      | FS 625.091                                    | 1’C                          | Officine Meccaniche (Milano)                                       | 546         | 1914    | |                                                                        | Veneto / Castelfranco Vento Station                                                                             | ausgestellt                                                                               |
|      | FS 625.100                                    | 1’C                          | Costruzioni Meccaniche di Saronno                                  | 483         | 1914    | |                                                                        | Pistoia, Historic Rolling Stock Shed                                                                            | [ 56 ] [ 57 ]                                                                             |
|      | FS 625.101                                    | 1’C                          | Costruzioni Meccaniche di Saronno                                  | 484         | 1914    | | Fondazione FS Italiane                                                 | Pistoia / Historic Rolling Stock Shed                                                                           | ausgestellt                                                                               |
|      | FS 625.102                                    | 1’C                          | Costruzioni Meccaniche di Saronno                                  | 485         | 1914    | |                                                                        | Miradolo Terme / Hotel                                                                                          | ausgestellt                                                                               |
|      | FS 625.116                                    | 1’C                          | Gio. Ansaldo & C. Sampierdarena (Genova)                           | 1252        | 1922    | |                                                                        | Luino / Museo Ferroviario del Verbano                                                                           | betriebsfähig                                                                             |
|      | FS 625.123                                    | 1’C                          | Gio. Ansaldo & C. Sampierdarena (Genova)                           | 1259        | 1922    | |                                                                        | Pistoia / Museo Ferroviario Treni Storici                                                                       | ausgestellt                                                                               |
|      | FS 625.129                                    | 1’C                          | Gio. Ansaldo & C. Sampierdarena (Genova)                           | 1265        | 1922    | |                                                                        | Cremona / Italian State Railways Workshop                                                                       | schlechter Zustand                                                                        |
|      | FS 625.131                                    | 1’C                          | Gio. Ansaldo & C. Sampierdarena (Genova)                           | 1267        | 1922    | |                                                                        | Vicenza / Loco shed                                                                                             | ausgestellt                                                                               |
|      | FS 625.142                                    | 1’C                          | Gio. Ansaldo & C. Sampierdarena (Genova)                           | 1278        | 1922    | | Fondazione FS Italiane                                                 | Pistoia / Historical Rolling Stock Shed                                                                         | betriebsfähig                                                                             |
|      | FS 625.144                                    | 1’C                          | Gio. Ansaldo & C. Sampierdarena (Genova)                           | 1280        | 1922    | | Dopolavoro Ferroviario                                                 | Catanzaro / Dopolavoro Ferroviario di Catanzaro Lido                                                            | ausgestellt                                                                               |
|      | FS 625.152                                    | 1’C                          | Gio. Ansaldo & C. Sampierdarena (Genova)                           | 1289        | 1922    | |                                                                        | Ascoli Satriano / Di Miscio Antonio                                                                             | schlechter Zustand                                                                        |
|      | FS 625.153                                    | 1’C                          | Gio. Ansaldo & C. Sampierdarena (Genova)                           | 1283        | 1923    | |                                                                        | Genova / Giardini Ansaldo Meccanico I-16149 Genova (Giardini Ansaldo Meccanico, Via Antonio Pacinotti, 9345)    | ausgestellt                                                                               |
|      | FS 625.161                                    | 1’C                          | Gio. Ansaldo & C. Sampierdarena (Genova)                           | 1298        | 1922    | |                                                                        | San Giovanni Lupatotot / Industrial Estate, I-37057 San Giovanni Lupatoto (Via Monte Comun, 61)                 | ausgestellt                                                                               |
|      | FS 625.164                                    | 1’C h2                       | BMAG - Berliner Maschinenbau AG                                    | 8023        | 1923    | Merte: Italienische Staatsbahn "625.164" (FS) / 19xx Museum, Bologna "625.164" | Museo Ferroviario Piemontese                                           | Savigliano / Piedmont Railway Museum (via Coloira 7)                                                            | abgestellt                                                                                |
|      | FS 625.177                                    | 1’C h2                       | BMAG - Berliner Maschinenbau AG                                    | 8036        | 1923    | Merte: Italienische Staatsbahn "625.177" (FS) / 19xx Denkmal, Eisenbahnsportverein, Trapani "625.1 | Fondazione FS italiane, Leihgabe an Gruppo ALe 883                     | Pistoia / Locomotive Depot                                                                                      | Wartet auf Reparatur                                                                      |
|      | FS (Rete Adriatica) 625.308 (3820)            | 1’C                          | Ansaldo (Genova)                                                   | 448         | 1904    | |                                                                        | Pistoia / Historical Rolling Stock Shed                                                                         | [ 72 ]                                                                                    |
|      | FS 640.003 (5803)                             | 1’C h2                       | BMAG - Berliner Maschinenbau AG                                    | 3835        | 1907    | Merte: italienische Staatsbahn 5803 "64003" / 19xx "640.003" / 19xx Museo Ferr., Piemontese "640.003" |                                                                        | Pistoia / Historical Rolling Stock Shed                                                                         | betriebsfähig                                                                             |
|      | FS 640.004 (5804)                             | 1’C h2                       | BMAG - Berliner Maschinenbau AG                                    | 3836        | 1907    | Merte: Italienische Staatsbahn 5804 "64004" / 19xx "640.004" / 19xx Eisenbahnmuseum, La Spezia "640.004" |                                                                        | La Spezia / Museo Nazionale dei Trasporti                                                                       | [ 74 ]                                                                                    |
|      | FS 640.008 (5808)                             | 1’C h2                       | BMAG - Berliner Maschinenbau AG                                    | 3840        | 1907    | Merte: Italienische Staatsbahn 5808 "64008" / 19xx "640.008" / 19xx betriebsfähige FS-Museumslok, Alessandria "640.008" |                                                                        | Alessandria / Italian State Railways                                                                            | betriebsfähig                                                                             |
|      | FS 640.019 (5819)                             | 1’C h2                       | BMAG - Berliner Maschinenbau AG                                    | 3851        | 1907    | Merte: Italienische Staatsbahn 5819 "64019" / 19xx "640.019" / 19xx Privat, Bressana Bottarone "640.019" (Pv), Comitato per la Storia delle Ferrovie e Tranvie, Reggio Emilia |                                                                        | Latina / Museo Piana Delle Orme                                                                                 | ausgestellt                                                                               |
|      | FS 640.051                                    | 1’C                          | Breda                                                              | 1129        | 1909    | |                                                                        | Unknown, Unknown / ?                                                                                            | betriebsfähig                                                                             |
|      | FS 640.064                                    | 1’C                          | Breda                                                              | 1142        | 1909    | |                                                                        | Triest, Museo Ferroviario di Trieste Campo Marzio                                                               | [ 78 ]                                                                                    |
|      | FS 640.071                                    | 1’C                          | Breda                                                              | 1149        | 1909    | |                                                                        | Turin / Piedmont Railways Museum Workshop                                                                       | ausgestellt                                                                               |
|      | FS 640.088                                    | 1’C                          | Breda                                                              | 1166        | 1910    | |                                                                        | Neapel / Pietrarsa San Giorgio railway museum                                                                   | ausgestellt                                                                               |
|      | FS 640.091                                    | 1’C                          | Breda                                                              | 1173        | 1910    | |                                                                        | Arezzo Pescaiola / Locomotive depot                                                                             | betriebsfähig                                                                             |
|      | FS 640.095                                    | 1’C                          | Breda                                                              | 1177        | 1910    | |                                                                        | Arezzo Pescaiola / La Ferroviaria Italiana                                                                      | [ 82 ]                                                                                    |
|      | FS 640.105                                    | 1’C                          | Breda                                                              | 1187        | 1910    | |                                                                        | Santhia / Officine Magliola                                                                                     | abgestellt                                                                                |
|      | FS 640.115                                    | 1’C                          | Breda                                                              | 1197        | 1910    | |                                                                        | Villa del Conte / Ballan Spa (window factory)                                                                   | ausgestellt                                                                               |
|      | FS 640.121                                    | 1’C                          | Breda                                                              | 1203        | 1910    | |                                                                        | Pistoia / Historic Rolling Stock Shed                                                                           | betriebsfähig                                                                             |
|      | FS 640.122                                    | 1’C                          | Breda                                                              | 1204        | 1910    | |                                                                        | Turin / Ponte Mosca Workshops                                                                                   | in Reparatur                                                                              |
|      | FS 640.143                                    | 1’C                          | Breda                                                              | 1267        | 1911    | |                                                                        | Turin / Italian State Railways                                                                                  | betriebsfähig                                                                             |
|      | FS 640.148                                    | 1’C                          | Breda                                                              | 1272        | 1921    | |                                                                        | Mailand / Squadra Rialzo Depot                                                                                  | ausgestellt                                                                               |
|      | FS 640.298                                    | 1’C                          | ?                                                                  | ?           | ?       | |                                                                        | Verona / Italian State Railways - Verona shed                                                                   | [ 89 ]                                                                                    |
|      | FS 680.037                                    | 1’C1’                        | Breda                                                              | 854         | 1907    | |                                                                        | Neapel / Pietrarsa San Giorgio railway museum                                                                   | ausgestellt                                                                               |
|      | FS 685.068                                    | 1’C1’                        | Breda                                                              | 1000        | 1908    | |                                                                        | Neapel / Pietrarsa San Giorgio railway museum                                                                   | ausgestellt                                                                               |
|      | FS 685.089                                    | 1’C1’                        | Breda                                                              | 1594        | 1915    | |                                                                        | Pistoia / Historical Rolling Stock Shed                                                                         | betriebsfähig                                                                             |
|      | FS 685.196                                    | 1’C1’                        | Breda                                                              | 1837        | 1920    | |                                                                        | Verona / IMC Workshops                                                                                          | betriebsfähig                                                                             |
|      | FS 685.222                                    | 1’C1’                        | OM Reggio Emilia                                                   | 120         | 1926    | |                                                                        | Pistoia / Historical Rolling Stock Shed                                                                         | Ersatzteilspender                                                                         |
|      | FS 685.600                                    | 1’C1’                        | Breda                                                              | 1000 ???    | 1931    | |                                                                        | Mailand / Museum of Science & Technology, Mailand, Veneto                                                       | ausgestellt                                                                               |
|      | FS 691.022 (69022)                            | 2’C1’                        | Breda                                                              | 1471        | 1914    | |                                                                        | Museo nazionale della scienza e della tecnologia Leonardo da Vinci, Mailand                                     | ausgestellt                                                                               |
|      | FS 735.128                                    | 1’D                          | Montreal Locomotive Works                                          | 60616       | 1919    | |                                                                        | Neapel / Pietrarsa San Giorgio railway museum                                                                   | ausgestellt                                                                               |
|      | FS 735.155                                    | 1’D                          | Montreal Locomotive Works                                          | 60644       | 1919    | |                                                                        | Savigliano / Piedmont Railways Museum                                                                           | ausgestellt                                                                               |
|      | FS 736.047                                    | 1’D                          | Baldwin Locomotive Works                                           | 70001       | 1943    | USATC S160 Class ex United States Army Transportation Corps 2738 |                                                                        | Verona / Italian State Railways - Verona shed                                                                   | [ 100 ]                                                                                   |
|      | FS 736.086                                    | 1’D                          | ALCO (Schenectady)                                                 | 71547       | 1944    | USATC S160 Class ex United States Army Transportation Corps 3292 | Museo Ferroviario Piemontese                                           | Torino Porta Milano                                                                                             | [ 101 ]                                                                                   |
|      | FS 736.113                                    | 1’D                          | ALCO (Schenectady)                                                 | 71578       | 1944    | USATC S160 Class ex United States Army Transportation Corps 3323 |                                                                        | Neapel / Napoli Smistamento                                                                                     | [ 102 ]                                                                                   |
|      | FS 736.114                                    | 1’D                          | ALCO (Schenectady)                                                 | 71579       | 1944    | USATC S160 Class ex United States Army Transportation Corps 3324 |                                                                        | Neapel, Nationales Eisenbahnmuseum Pietrarsa                                                                    | ausgestellt                                                                               |
|      | FS 736.205                                    | 1’D                          | Lima                                                               | 8609        | 1944    | USATC S160 Class ex United States Army Transportation Corps |                                                                        | Mailand / Mailando Greco                                                                                        | schlechter Zustand                                                                        |
|      | FS 736.208                                    | 1’D                          | Lima                                                               | 8612        | 1944    | USATC S160 Class ex United States Army Transportation Corps |                                                                        | Mailand / Mailando Smistamento                                                                                  | abgestellt                                                                                |
|      | FS 740.002                                    | 1’D                          | Ansaldo (Genova)                                                   | 942         | 1911    | |                                                                        | Verona / IMC Workshops                                                                                          | [ 106 ]                                                                                   |
|      | FS 740.009                                    | 1’D                          | Breda                                                              | 1279        | 1911    | |                                                                        | Reggio Calabria / Italian State Railways                                                                        | betriebsfähig                                                                             |
|      | FS 740.017                                    | 1’D                          | Ansaldo (Genova)                                                   | 953         | 1911    | |                                                                        | Sassari / Park, Via Logo di Baratz                                                                              | ausgestellt                                                                               |
|      | FS 740.019                                    | 1’D                          | Ansaldo (Genova)                                                   | 955         | 1911    | |                                                                        | Rimini / Trenitalia Workshops                                                                                   | ausgestellt                                                                               |
|      | LFI 740.038                                   | 1’D                          | Officine Meccaniche (Milano)                                       | 353         | 1911    | |                                                                        | Verona / Italian State Railways - Verona shed                                                                   | betriebsfähig                                                                             |
|      | FS 740.045                                    | 1’D                          | Breda                                                              | 1328        | 1911    | |                                                                        | Vicenza / Afv Acciaierie Beltrame steelworks                                                                    | ausgestellt                                                                               |
|      | FS 740.054                                    | 1’D                          | Ansaldo                                                            | 1002        | 1912    | |                                                                        | Bova Superiore / Via IV Novembre                                                                                | ausgestellt                                                                               |
|      | FS 740.072                                    | 1’D                          | Ansaldo                                                            | 1020        | 1912    | |                                                                        | Acireale / Acireale Station                                                                                     | ausgestellt                                                                               |
|      | LFI 740.074                                   | 1’D                          | Ansaldo                                                            | 1022        | 1912    | |                                                                        | Tirano / Italian State Railways - Tirano Shed                                                                   | in Reparatur                                                                              |
|      | FS 740.095                                    | 1’D                          | Ansaldo                                                            | 1043        | 1913    | |                                                                        | Triest, Museo Ferroviario di Trieste Campo Marzio                                                               | ausgestellt                                                                               |
|      | LFI 740.097                                   | 1’D                          | Ansaldo                                                            | 1045        | 1913    | |                                                                        | Cerea / Fondazione Madonna Di Lourdes                                                                           | ausgestellt                                                                               |
|      | FS 740.103                                    | 1’D                          | Ansaldo                                                            | 1051        | 1913    | |                                                                        | Corrubbio / Officina Tecnofreno Srl                                                                             | ausgestellt                                                                               |
|      | FS 740.108                                    | 1’D                          | Breda                                                              | 1516        | 1914    | |                                                                        | Triest, Museo Ferroviario di Trieste Campo Marzio                                                               | betriebsfähig                                                                             |
|      | FS 740.113                                    | 1’D                          | Breda                                                              | 1490        | 1914    | |                                                                        | Turin / Carabinieri Comando Stazionie                                                                           | ausgestellt                                                                               |
|      | FS 740.115                                    | 1’ D                         | Breda                                                              | 1492        | 1914    | |                                                                        | Neapel / Pietrarsa San Giorgio railway museum                                                                   | ausgestellt                                                                               |
|      | FS 740.117                                    | 1’ D                         | Breda                                                              | 1494        | 1914    | |                                                                        | Ancona / Locomotive depot                                                                                       | abgestellt                                                                                |
|      | FS 740.130                                    | 1’ D                         | Officine Meccaniche (Napoli)                                       | 130         | 1914    | |                                                                        | Cremona / Italian State Railways workshop                                                                       | betriebsfähig                                                                             |
|      | FS 740.135                                    | 1’ D                         | Ansaldo                                                            | 1079        | 1914    | |                                                                        | Rome / San Lorenzo Depot                                                                                        | ausgestellt                                                                               |
|      | FS 740.143                                    | 1’ D                         | Ansaldo                                                            | 1087        | 1914    | |                                                                        | Pistoia / Hitachi Rail Europe                                                                                   | ausgestellt                                                                               |
|      | FS 740.144                                    | 1’ D                         | Ansaldo                                                            | 1119        | 1915    | |                                                                        | Fabriano / Italian State Railways                                                                               | betriebsfähig                                                                             |
|      | FS 740.148                                    | 1’ D                         | Ansaldo                                                            | 1123        | 1915    | |                                                                        | Neapel / Napoli Smistamento depot                                                                               | abgestellt                                                                                |
|      | FS 740.151                                    | 1’ D                         | Ansaldo                                                            | 1126        | 1915    | |                                                                        | Cagliari / Depot Yard                                                                                           | abgestellt                                                                                |
|      | FS 740.160                                    | 1’ D                         | Ansaldo                                                            | 1135        | 1915    | |                                                                        | Fabriano / Italian State Railways                                                                               | betriebsfähig                                                                             |
|      | FS 740.161                                    | 1’ D                         | Ansaldo                                                            | 1136        | 1915    | |                                                                        | Borgo San Martino, Alessandria / Junction SP55/SP57 north of town                                               | ausgestellt                                                                               |
|      | FS 740.171                                    | 1’ D                         | Ansaldo                                                            | 1146        | 1915    | |                                                                        | Zagarolo / Guazzolini Stili Di Vita                                                                             | ausgestellt                                                                               |
|      | FS 740.192                                    | 1’ D                         | Officine Meccaniche (Napoli)                                       | 656         | 1915    | |                                                                        | Poggio Torriana / Vini Case Marcosanti (Winery)                                                                 | ausgestellt                                                                               |
|      | FS 740.244                                    | 1’ D                         | Breda                                                              | 1740        | 1919    | |                                                                        | Pistoia / Historic Rolling Stock Shed                                                                           | in Reparatur                                                                              |
|      | FS 740.254                                    | 1’ D                         | Saronno                                                            | 552         | 1919    | |                                                                        | Pistoia / Historical Rolling Stock Shed                                                                         | abgestellt                                                                                |
|      | FS 740.267                                    | 1’ D                         | Officine Meccaniche (Milano)                                       | 688         | 1920    | |                                                                        | Seriate / Unkown                                                                                                | ausgestellt                                                                               |
|      | FS 740.278                                    | 1’ D                         | Officine Meccaniche (Milano)                                       | 699         | 1920    | |                                                                        | La Spezia / Museo nazionale trasporti                                                                           | betriebsfähig                                                                             |
|      | FS 740.282                                    | 1’ D                         | Officine Meccaniche (Milano)                                       | 699         | 1920    | |                                                                        | Santhia / Officine Magliola                                                                                     | in Reparatur                                                                              |
|      | FS 740.284                                    | 1’ D                         | Officine Meccaniche & Navali (Napoli)                              | 6           | 1920    | |                                                                        | Porto Sant Elpido / ?                                                                                           | [ 139 ]                                                                                   |
|      | FS 740.286                                    | 1’ D                         | Officine Meccaniche & Navali (Napoli)                              | 8           | 1920    | |                                                                        | Livorno / ? | [ 140 ]                                                                                   |
|      | FS 740.287                                    | 1’ D                         | Officine Mecciniche & Navale                                       | 9           | 1920    | |                                                                        | Lamezia Terme / Piazza Della Locomotiva                                                                         | ausgestellt                                                                               |
|      | FS 740.293                                    | 1’ D                         | Officine Meccaniche (Napoli)                                       | 15          | 1920    | |                                                                        | Verona / Italian State Railways - Verona shed                                                                   | betriebsfähig                                                                             |
|      | FS 740.296                                    | 1’ D                         | Saronno                                                            | 594         | 1920    | |                                                                        | Ancona / Italian State Railways                                                                                 | betriebsfähig                                                                             |
|      | FS 740.299                                    | 1’ D                         | Saronno                                                            | 597         | 1919    | |                                                                        | Pioltella / Voitue Train Café Bar                                                                               | ausgestellt                                                                               |
|      | FS 740.300                                    | 1’ D                         | Saronno                                                            | 598         | 1919    | |                                                                        | Castelvetrano / ?                                                                                               | schlechter Zustand (No Tender)                                                            |
|      | FS 740.303                                    | 1’ D                         | Saronno                                                            | 601         | 1919    | |                                                                        | Cagliari / Depot Yard                                                                                           | abgestellt                                                                                |
|      | FS 740.311                                    | 1’ D                         | Saronno                                                            | 609         | 1919    | |                                                                        | Cremona / Italian State Railways workshop                                                                       | in Reparatur                                                                              |
|      | FS 740.329                                    | 1’ D                         | Officine Meccaniche (Milano)                                       | 722         | 1921    | |                                                                        | Arezzo Pescaiola / La Ferroviaria Italiana                                                                      | betriebsfähig                                                                             |
|      | FS 740.351                                    | 1’ D                         | Officine Meccaniche (Napoli)                                       | 19          | 1921    | |                                                                        | Pescara / Central Station                                                                                       | ausgestellt                                                                               |
|      | FS 740.409                                    | 1’ D                         | Officine Meccaniche Reggiane, Reggio Emilia                        | 81          | 1920    | | Associazione Treni Storici Emiglia Romagna „Adriavapore“               | Bologna / Museum San Donato                                                                                     | betriebsfähig                                                                             |
|      | FS 740.423                                    | 1’ D                         | Saronno                                                            | 676         | 1923    | |                                                                        | Cagliari / Italian State Railways                                                                               | betriebsfähig                                                                             |
|      | FS 740.436                                    | 1’ D                         | Saronno                                                            | 689         | 1926    | |                                                                        | Rom, Rete Ferroviaria Italiana SpA                                                                              | [ 153 ]                                                                                   |
|      | FS 740.439                                    | 1’ D                         | Saronno                                                            | 692         | 1923    | |                                                                        | Cornuda / La Beccaccia (Restaurant)                                                                             | ausgestellt                                                                               |
|      | FS 740.451                                    | 1'D h2                       | Henschel und Sohn                                                  | 19349       | 1922    | Merte: Reichskommissar für den Wiederaufbau, Berlin für FS "740.451" /=> FS-Museumslok, Modica „740.451“ (10.2000 iE) |                                                                        | Verona / Verona Porta Vescovo                                                                                   | ausgestellt                                                                               |
|      | FS 740.452                                    | 1'D h2                       | Henschel und Sohn                                                  | 19350       | 1922    | Merte: Reichskommissar für den Wiederaufbau, Berlin für FS "740.452" /=> Denkmal, Bf Siracusa/Sizilien „740.452“ (06.1998, 06.2015 vh) |                                                                        | Siracusa / Station                                                                                              | ausgestellt                                                                               |
|      | FS 740.462                                    | 1'D h2                       | Henschel und Sohn                                                  | 19360       | 1922    | Merte: Reichskommissar für den Wiederaufbau, Berlin für FS "740.462" |                                                                        | Arezzo Pescaiola / La Ferroviaria Italiana                                                                      | [ 157 ]                                                                                   |
|      | FS 741.120                                    | 1’ D                         | Officine Meccaniche (Napoli)                                       | 562         | 1914    | |                                                                        | Pistoia / Historical Rolling Stock Shed                                                                         | betriebsfähig                                                                             |
|      | FS 741.137                                    | 1’ D                         | Ansaldo (Genova)                                                   | 1081        | 1914    | |                                                                        | Neapel / Pietrarsa San Giorgio railway museum                                                                   | ausgestellt                                                                               |
|      | FS 743.283                                    | 1’ D                         | Officine Meccaniche (Napoli)                                       | 5           | 1920    | |                                                                        | Turin / Italian State Railways                                                                                  | [ 160 ]                                                                                   |
|      | OMW (FS) 743.301                              | 1’ D                         | Saronno                                                            | 599         | 1920    | |                                                                        | La Spezia / Museo Nazionale dei Trasporti                                                                       | ausgestellt                                                                               |
|      | FS 744.003                                    | 1’ D                         | Breda                                                              | 2174        | 1927    | |                                                                        | Cagliari / Station                                                                                              | ausgestellt                                                                               |
|      | FS 744.118                                    | 1’ C t                       | Officine Meccaniche (Napoli)                                       | 883         | 1928    | |                                                                        | Pistoia / Historic Rolling Stock Shed                                                                           | ausgestellt                                                                               |
|      | FS 746.031                                    | 2’ D 1’                      | Breda                                                              | 2003        | 1922    | |                                                                        | Mailand / Museum of Science & Technology                                                                        | ausgestellt                                                                               |
|      | FS 746.038                                    | 2’ D 1’                      | Breda                                                              | 2010        | 1922    | |                                                                        | Pistoia / Historic Rolling Stock Shed                                                                           | ausgestellt                                                                               |
|      | FS 800.008                                    | B n2t (ursprünglich 1'B n2t) | Maffei                                                             | 2656        | 1907    | Merte: Italienische Staatsbahn F.S. "663" "800.008" (1913 U in B-n2t) / 19xx Museo Ferroviario Nazionale di Pietrarsa, Napoli "800.008" |                                                                        | Neapel / Pietrarsa San Giorgio railway museum                                                                   | ausgestellt                                                                               |
|      | "Casello 33" RM 6807, FS 830.001              | C t                          | Breda                                                              | 613         | 1903    | ex Ferrovia Ferrara-Modena |                                                                        | Italiana Coke, Vado Ligure (Savona)                                                                             | (-> https://it.wikipedia.org/wiki/Locomotiva_FS_830)                                      |
|      | Cokitalia (FS) 2 (830.006)                    | C t                          | Breda                                                              | 618         | 1903    | |                                                                        | Crevalcore / Old Railway line, Via Muzza Sud (SP1)                                                              | ausgestellt                                                                               |
|      | FS 830.010                                    | C t                          | Breda                                                              | 622         | 1903    | |                                                                        | Castelletto Monferrato / Lucato Termica                                                                         | ausgestellt                                                                               |
|      | FS 830.017                                    | C t                          | Breda                                                              | 758         | 1906    | |                                                                        | Mailand / Parco Archeologico Industriale Breda                                                                  | ausgestellt                                                                               |
|      | FS 830.022                                    | C t                          | Breda                                                              | 763         | 1906    | |                                                                        | Barbisano / Via Piave                                                                                           | abgestellt                                                                                |
|      | FS 835.001                                    | C t                          | Società Italiana Ernesto Breda per Costruzioni Meccaniche (Milano) | 786         | 1906    | | Museo Ferroviario Nazionale FS di Pietrarsa                            | Neapel / Pietrarsa San Giorgio railway museum                                                                   | ausgestellt                                                                               |
|      | FS 835.009                                    | C t                          | Società Italiana Ernesto Breda per Costruzioni Meccaniche (Milano) | 794         | 1906    | |                                                                        | Botticino / Via del Marmo (in field)                                                                            | ausgestellt                                                                               |
|      | FS 835.012                                    | C t                          | Società Italiana Ernesto Breda per Costruzioni Meccaniche (Milano) | 797         | 1906    | |                                                                        | Marradi / Villa Ersilia (Hotel)                                                                                 | ausgestellt                                                                               |
|      | FS 835.015                                    | C t                          | Società Italiana Ernesto Breda per Costruzioni Meccaniche (Milano) | 800         | 1906    | |                                                                        | Sant'Ambrogio di Valpolicella / Casa del Bambu                                                                  | ausgestellt                                                                               |
|      | FS 835.029                                    | C t                          | Società Italiana Ernesto Breda per Costruzioni Meccaniche (Milano) | 918         | 1907    | |                                                                        | Cecina / Playground                                                                                             | ausgestellt                                                                               |
|      | FS 835.034                                    | C t                          | Società Italiana Ernesto Breda per Costruzioni Meccaniche (Milano) | 953         | 1908    | |                                                                        | San Polo Di Piave                                                                                               | [ 178 ]                                                                                   |
|      | FS 835.034 (beschriftet als 835.069)          | C t                          | Società Italiana Ernesto Breda per Costruzioni Meccaniche (Milano) | 988         | 1908    | |                                                                        | Gemona del Friuli / Hotel Willy                                                                                 | ausgestellt                                                                               |
|      | FS (Rete Mediterranea) 830.035 (8335)         | C t                          | Società Italiana Ernesto Breda per Costruzioni Meccaniche (Milano) | 776         | 1906    | |                                                                        | Enna / Parco Pergusa                                                                                            | ausgestellt                                                                               |
|      | FS 835.043                                    | C t                          | Società Italiana Ernesto Breda per Costruzioni Meccaniche (Milano) | 962         | 1908    | |                                                                        | Denkmallok Calvisano I-25012 Calvisano (Via John Fitzgerald Kennedy, 101)                                       | ausgestellt                                                                               |
|      | FS 835.046                                    | C t                          | Società Italiana Ernesto Breda per Costruzioni Meccaniche (Milano) | 965         | 1908    | |                                                                        | San Lenone Al Lambro / FIPL e Sporting Club                                                                     | ausgestellt                                                                               |
|      | FS 835.047                                    | C t                          | Società Italiana Ernesto Breda per Costruzioni Meccaniche (Milano) | 966         | 1908    | | Associazione Rotabili Storici Milano Smistamento                       | Mailand / Smistamento Depot                                                                                     | in Reparatur                                                                              |
|      | FS 835.051                                    | C t                          | Società Italiana Ernesto Breda per Costruzioni Meccaniche (Milano) | 970         | 1908    | |                                                                        | Latina / Museo Piana Delle Orme                                                                                 | ausgestellt                                                                               |
|      | FS 835.053                                    | C t                          | Società Italiana Ernesto Breda per Costruzioni Meccaniche (Milano) | 972         | 1908    | |                                                                        | La Spezia / Museo nazionale trasporti                                                                           | betriebsfähig                                                                             |
|      | FS 835.062                                    | C t                          | Società Italiana Ernesto Breda per Costruzioni Meccaniche (Milano) | 981         | 1908    | |                                                                        | Venturina Terme / Giardino Pubblico                                                                             | ausgestellt                                                                               |
|      | FS 835.067                                    | C t                          | Breda                                                              | 986         | 1908    | |                                                                        | Falconara / Falconara Railway Museum                                                                            | ausgestellt                                                                               |
|      | FS 835.073                                    | C t                          | Società Italiana Ernesto Breda per Costruzioni Meccaniche (Milano) | 1002        | 1908    | |                                                                        | Casteletto Ticino / Gottard Park                                                                                | ausgestellt                                                                               |
|      | FS 835.078                                    | C t                          | Breda                                                              | 1007        | 1908    | |                                                                        | Alessandria / ?                                                                                                 | schlechter Zustand                                                                        |
|      | FS 835.084                                    | C t                          | Società Italiana Ernesto Breda per Costruzioni Meccaniche (Milano) | 1013        | 1908    | |                                                                        | Livorno / School Opposite San Marco Station                                                                     | ausgestellt                                                                               |
|      | FS 835.088                                    | C t                          | Società Italiana Ernesto Breda per Costruzioni Meccaniche (Milano) | 1017        | 1908    | | ATTS - Associazione Toscana Treni Storici                              | Pistoia / Historic Rolling Stock Shed                                                                           | ausgestellt                                                                               |
|      | FS 835.092                                    | C t                          | Società Italiana Ernesto Breda per Costruzioni Meccaniche (Milano) | 1021        | 1908    | |                                                                        | Sulmona / Station                                                                                               | ausgestellt                                                                               |
|      | FS 835.106                                    | C t                          | Società Italiana Ernesto Breda per Costruzioni Meccaniche (Milano) | 1045        | 1908    | |                                                                        | Brescello / Parco Guareschi                                                                                     | ausgestellt                                                                               |
|      | FS 835.114                                    | C t                          | Società Italiana Ernesto Breda per Costruzioni Meccaniche (Milano) | 1053        | 1908    | |                                                                        | Salerno / Dopolavoro Ferroviario                                                                                | ausgestellt                                                                               |
|      | FS 835.116                                    | C t                          | Società Italiana Ernesto Breda per Costruzioni Meccaniche (Milano) | 1055/       | 1909    | |                                                                        | Falconara / Falconara Railway Museum                                                                            | [ 195 ]                                                                                   |
|      | FS 835.136                                    | C t                          | Società Italiana Ernesto Breda per Costruzioni Meccaniche (Milano) | 1075        | 1909    | |                                                                        | Passo Di Treia / Strada Septempedana                                                                            | ausgestellt                                                                               |
|      | FS 835.145                                    | C t                          | Società Italiana Ernesto Breda per Costruzioni Meccaniche (Milano) | 1084        | 1909    | |                                                                        | Firenze / ? | [ 197 ]                                                                                   |
|      | FS 835.156                                    | C t                          | OM - Officine Meccaniche e Navali di Napoli                        | 292         | 1910    | | Associazione Amici del Museo del Trasporto Ferroviario                 | Montanero / ?                                                                                                   | [ 198 ]                                                                                   |
|      | FS 835.157                                    | C t                          | OM - Officine Meccaniche e Navali di Napoli                        | 293         | 1910    | |                                                                        | Vallecrosia / Erio Restaurant                                                                                   | ausgestellt                                                                               |
|      | FS 835.159                                    | C t                          | OM - Officine Meccaniche e Navali di Napoli                        | 295         | 1910    | | Museo dei Tramways a vapore ed elettrici                               | Villanova D'Asti / 1 Altavilla Monferrato (Strada Provinciale 52, 8)                                            | [ 200 ]                                                                                   |
|      | FS 835.160                                    | C t                          | OM - Officine Meccaniche e Navali di Napoli                        | 296         | 1910    | |                                                                        | Castel Maggiore / Reggimento Genio Ferrovieri                                                                   | ausgestellt                                                                               |
|      | FS 835.163                                    | C t                          | OM - Officine Meccaniche e Navali di Napoli                        | 299         | 1910    | |                                                                        | Vanzaghello / Park Via Giovanni Pascoli/Ugo Foscolo                                                             | ausgestellt                                                                               |
|      | FS 835.166                                    | C t                          | OM - Officine Meccaniche e Navali di Napoli                        | 302         | 1910    | |                                                                        | Fabriano / Italian State Railways                                                                               | abgestellt                                                                                |
|      | FS 835.168                                    | C t                          | OM - Officine Meccaniche e Navali di Napoli                        | 304         | 1910    | |                                                                        | Bologna / Museo Memoriale della Liberta                                                                         | ausgestellt                                                                               |
|      | FS 835.186 (83686)                            | C t                          | OM - Officine Meccaniche e Navali di Napoli                        | 322         | 1910    | | Nationales Museum für Wissenschaft und Technologie "Leonardo da Vinci" | Museo nazionale della scienza e della tecnologia Leonardo da Vinci, Mailand                                     | ausgestellt                                                                               |
|      | FS 835.203                                    | C t                          | OM - Officine Meccaniche e Navali di Napoli                        | 357         | 1911    | |                                                                        | Genova / Traffic circle Via Ezio Faggioni I-16162 Genova Bolzaneto (Rotonda Cornelio Bertelli)                  | ausgestellt                                                                               |
|      | FS 835.205                                    | C t                          | OM - Officine Meccaniche e Navali di Napoli                        | 359         | 1911    | |                                                                        | Polla / Old Railway Station yard, I-84035 Polla (Via Fornaci, 2)                                                | ausgestellt                                                                               |
|      | FS 835.213                                    | C t                          | OM - Officine Meccaniche e Navali di Napoli                        | 367         | 1911    | |                                                                        | La Spezia / Museo nazionale trasporti I-19122 La Spezia (Via Fontevivo, 84)                                     | ausgestellt                                                                               |
|      | FS 835.219                                    | C t                          | OM - Officine Meccaniche e Navali di Napoli                        | 373         | 1911    | |                                                                        | Neapel / ? | [ 210 ]                                                                                   |
|      | FS 835.222                                    | C t                          | OM - Officine Meccaniche e Navali di Napoli                        | 376         | 1911    | |                                                                        | Somma Lombardo / Volandia Museum, I-21019 Somma Lombardo (Via per Tornavento, 15)                               | ausgestellt                                                                               |
|      | FS 835.226                                    | C t                          | OM - Officine Meccaniche e Navali di Napoli                        | 381         | 1911    | | Associazione Rotabili Storici Milano Smistamento                       | I-20134 Milano (Via Arcangelo Corelli, 71, Depot Smistamento)                                                   | ausgestellt                                                                               |
|      | FS 835.231                                    | C t                          | OM - Officine Meccaniche e Navali di Napoli                        | 376         | 1911    | | Museo Trieste Campo Marzio                                             | Triest, Museo Ferroviario di Trieste Campo Marzio                                                               | ausgestellt                                                                               |
|      | FS 835.234                                    | C t                          | OM - Officine Meccaniche e Navali di Napoli                        | 388         | 1911    | |                                                                        | Camposampiero / Railway Station                                                                                 | ausgestellt                                                                               |
|      | FS 835.240                                    | C t                          | OM - Officine Meccaniche e Navali di Napoli                        | 394         | 1911    | | Museo Ferroviario Piemontese                                           | Savigliano / Museo Ferroviario Piemontese                                                                       | schlechter Zustand                                                                        |
|      | FS 835.241                                    | C t                          | OM - Officine Meccaniche e Navali di Napoli                        | 395         | 1911    | |                                                                        | Borgosesia station                                                                                              | ausgestellt                                                                               |
|      | FS 835.244                                    | C t                          | OM - Officine Meccaniche e Navali di Napoli                        | 398         | 1911    | | Museo Ferroviario della Puglia                                         | Lecce / Museo Ferroviario della Puglia I-73100 Lecce (Via G. Codacci Pisanelli, 3)                              | ausgestellt                                                                               |
|      | FS 835.251                                    | C t                          | OM - Officine Meccaniche e Navali di Napoli                        | 405         | 1911    | |                                                                        | Trieste / ? | [ 218 ]                                                                                   |
|      | FS 835.254                                    | C t                          | OM - Officine Meccaniche e Navali di Napoli                        | 408         | 1911    | |                                                                        | Triest, Museo Ferroviario di Trieste Campo Marzio                                                               | [ 219 ]                                                                                   |
|      | FS 835.255                                    | C t                          | OM - Officine Meccaniche e Navali di Napoli                        | 436         | 1912    | |                                                                        | Bologna / Campi del Dopolavoro I-40128 Bologna (Via Sebastiano Serlio, 27-31, Parco del Dopolavoro Ferriviario) | ausgestellt                                                                               |
|      | FS 835.257                                    | C t                          | OM - Officine Meccaniche e Navali di Napoli                        | 438         | 1912    | |                                                                        | Mailand / ? | [ 221 ]                                                                                   |
|      | FS 835.258                                    | C t                          | OM - Officine Meccaniche e Navali di Napoli                        | 439         | 1912    | |                                                                        | Castel di Sangro, "near the railroad station"                                                                   | [ 222 ]                                                                                   |
|      | FS 835.260                                    | C t                          | OM - Officine Meccaniche e Navali di Napoli                        | 441         | 1912    | |                                                                        | Ancona / Verbena Park I-60128 Ancona (Via Giuseppe Ungaretti, 3)                                                | ausgestellt                                                                               |
|      | FS 835.262                                    | C t                          | Officine Meccaniche (Napoli)                                       | 443         | 1912    | |                                                                        | Viadana, Mantua / Agriturismo Corte Codella Nuova                                                               | ausgestellt                                                                               |
|      | FS 835.271                                    | C t                          | OM - Officine Meccaniche e Navali di Napoli                        | 452         | 1912    | |                                                                        | Affi / Old Railway I-37010 Affi (Via IV Novembre, 10)                                                           | ausgestellt                                                                               |
|      | FS 835.274                                    | C t                          | OM - Officine Meccaniche e Navali di Napoli                        | 455         | 1912    | |                                                                        | San Donà di Piave / Parco Europa, I-30027 San Donà di Piave (Parco Europa, Via Papa Giovanni XXIII, 1)          | ausgestellt                                                                               |
|      | FS 835.275                                    | C t                          | OM - Officine Meccaniche e Navali di Napoli                        | 456         | 1912    | |                                                                        | Taino / I-21020 Taino (Piazza Piero e Gaspare Pajetta, 5)                                                       | [ 227 ]                                                                                   |
|      | FS 835.276                                    | C t                          | OM - Officine Meccaniche e Navali di Napoli                        | 457         | 1912    | |                                                                        | San Zeno Naviglio / Duferco Travis e Profilati I-25010 San Zeno (Via Galileo Galilei, vor der Firma Duferco)    | ausgestellt                                                                               |
|      | FS 835.291                                    | C t                          | OM - Officine Meccaniche e Navali di Napoli                        | 664         | 1915    | |                                                                        | Campo San Martino / Shopping Mall Via 25 Aprile I-35010 Campo San Martino (Via Provinciale, 45)                 | ausgestellt                                                                               |
|      | FS 835.295                                    | C t                          | OM - Officine Meccaniche e Navali di Napoli                        | 648         | 1915    | |                                                                        | Castelbolognese / I-40064 Ozzano dell'Emilia (Via Guglielmo Marconi, 14)                                        | [ 230 ]                                                                                   |
|      | FS 835.322                                    | C t                          | OM - Officine Meccaniche e Navali di Napoli                        | 746         | 1920    | |                                                                        | Kaltern / Pit Stop Imbiss Restaurant I-39052 Caldaro [Kaltern] (Maria Theresien Straße 1)                       | ausgestellt                                                                               |
|      | FS 835.323                                    | C t                          | OM - Officine Meccaniche e Navali di Napoli                        | 747         | 1920    | |                                                                        | Livorno / Railway Workshops I-57121 Livorno (Via Provinciale Pisana, 282, im FS Depot)                          | ausgestellt                                                                               |
|      | FS 835.327                                    | C t                          | OM - Officine Meccaniche e Navali di Napoli                        | 751         | 1920    | | Associazione Treni Storici Puglia                                      | Taranto / FS Depot I-74123 Taranto (Contrada Rondinella, 5220)                                                  | abgestellt                                                                                |
|      | FS 835.330                                    | C t                          | Officine Meccaniche Reggiane, Reggio Emilia                        | 58          | 1920    | |                                                                        | Mailand / ? | [ 234 ]                                                                                   |
|      | FS 835.348                                    | C t                          | Gio. Ansaldo & C. (Genua)                                          | 1222        | 1922    | |                                                                        | Solimbergo / Private (Via Torrente Meduna)                                                                      | ausgestellt                                                                               |
|      | FS 851.036                                    | C t                          | Officine Meccaniche (Milano)                                       | 77          | 1905    | |                                                                        | Fossalto Di Portogruaro / ?                                                                                     | [ 236 ]                                                                                   |
|      | CSFT 851.043                                  | C t                          | Officine Meccaniche (Milano)                                       | 94          | 1907    | |                                                                        | Portomaggiore / Comitato per la Storia delle Ferrovie e Tranvie                                                 | [ 237 ]                                                                                   |
|      | FS 851.057                                    | C t                          | Officine Meccaniche (Milano)                                       | 108         | 1907    | |                                                                        | Tirano / FS station                                                                                             | ausgestellt                                                                               |
|      | FS 851.074                                    | C n2t                        | Maffei                                                             | 2544        | 1906    | Merte: Italienische Staatsbahn F.S. "8584" "851.074" /=> MFP-DL Bologna |                                                                        | Bologna / Centrale depot                                                                                        | abgestellt                                                                                |
|      | FS 851.097                                    | C t                          | Gio. Ansaldo & C. (Genua)                                          | 359         | 1900    | |                                                                        | Domagliara / Church garden, via Domegliara 9                                                                    | ausgestellt                                                                               |
|      | FS 851.103                                    | C t                          | Gio. Ansaldo & C. (Genua)                                          | 298         | 1903    | |                                                                        | Nizza Monferrato / ?                                                                                            | [ 242 ]                                                                                   |
|      | FS 851.105                                    | C t                          | Gio. Ansaldo & C. (Genua)                                          | 300         | 1898    | |                                                                        | Faenza / Parco Bucci                                                                                            | ausgestellt                                                                               |
|      | FS 851.110                                    | C t                          | Breda                                                              | 703         | 1904    | |                                                                        | Neapel / Pietrarsa San Giorgio railway museum                                                                   | ausgestellt                                                                               |
|      | FS 851.112                                    | C t                          | Breda                                                              | 705         | 1904    | |                                                                        | Mestre / Parco di Villa Querini                                                                                 | ausgestellt                                                                               |
|      | FS 851.113                                    | C t                          | Breda                                                              | 706         | 1914    | |                                                                        | Palagianello / Piazza Giovanni Paolo II                                                                         | ausgestellt                                                                               |
|      | FS 851.130                                    | C t                          | Saronno                                                            | 305         | 1908    | |                                                                        | Rapallo / Parco Comunale Luigi Casale                                                                           | ausgestellt                                                                               |
|      | FS 851.186                                    | C t                          | Saronno                                                            | 356         | 1909    | |                                                                        | Como / Gardini del Tempio Voltiano                                                                              | ausgestellt                                                                               |
|      | FS 851.203                                    | C t                          | Saronno                                                            | 383         | 1910    | |                                                                        | Perticara / Sulphur Museo Storico Minerario                                                                     | ausgestellt                                                                               |
|      | FS 875.019                                    | 1’ C t                       | Ansaldo (Genova)                                                   | 992         | 1912    | |                                                                        | Asti / Scuola Primaria Galileo Ferraris                                                                         | ausgestellt                                                                               |
|      | FS 875.039                                    | 1’ C t                       | Officine Meccaniche (Sarrona)                                      | 512         | 1913    | |                                                                        | Neapel / Pietrarsa San Giorgio railway museum                                                                   | ausgestellt                                                                               |
|      | FS 875.090                                    | 1’ C t                       | Breda                                                              | 1621        | 1915    | |                                                                        | Casteletto Ticino / Gottard Park                                                                                | ausgestellt                                                                               |
|      | FS 880.001                                    | 1’ C t                       | Breda                                                              | 1630        | 1915    | | Associazione Società Veneta Ferrovie                                   | Primolano, Eisenbahnmuseum (im Aufbau)                                                                          | [ 253 ] [ 254 ] [ 255 ]                                                                   |
|      | FS 880.002                                    | 1’ C t                       | Breda                                                              | 1631        | 1915    | |                                                                        | Carmignano Di Brenta / School                                                                                   | ausgestellt                                                                               |
|      | FS 880.004                                    | 1’C t                        | Breda                                                              | 1633        | 1915    | |                                                                        | Romagnano Sesia                                                                                                 | [ 257 ]                                                                                   |
|      | FS 880.006                                    | 1’ C t                       | Breda                                                              | 1635        | 1915    | |                                                                        | Mantua / Palazzo Te                                                                                             | ausgestellt                                                                               |
|      | FS 880.008                                    | 1’ C t                       | Breda                                                              | 1637        | 1916    | |                                                                        | Santhia / Officine Magliola                                                                                     | in Reparatur                                                                              |
|      | FS 880.009                                    | 1’ C t                       | Breda                                                              | 1638        | 1915    | |                                                                        | Foggia / Villa Comunaie Karl Wojtyta                                                                            | ausgestellt                                                                               |
|      | FS 880.010                                    | 1’ C t                       | Breda                                                              | 1639        | 1915    | |                                                                        | Castelnova Di Sotto / Ristorante da Poli Alla Stazione                                                          | ausgestellt                                                                               |
|      | FS 880.012                                    | 1’ C t                       | Breda                                                              | 1641        | 1915    | |                                                                        | Senago / Ginseil Market                                                                                         | ausgestellt                                                                               |
|      | FS 880.016                                    | 1’ C t                       | Breda                                                              | 1866        | 1922    | |                                                                        | Rive D'Arcano, Park                                                                                             | [ 263 ]                                                                                   |
|      | FS 880.023                                    | 1’ C t                       | Breda                                                              | 1873        | 1923    | |                                                                        | Triest, Museo Ferroviario di Trieste Campo Marzio                                                               | [ 264 ]                                                                                   |
|      | FS 880.038                                    | 1’ C t                       | Breda                                                              | 1888        | 1922    | |                                                                        | Bologna / Centrale Depot                                                                                        | ausgestellt                                                                               |
|      | FS 880.046                                    | 1’ C t                       | Breda                                                              | 1896        | 1922    | |                                                                        | Tirano / Italian State Railways - Tirano Shed                                                                   | in Reparatur                                                                              |
|      | FS 880.051                                    | 1’ C t                       | Breda                                                              | 1901        | 1922    | |                                                                        | Tirano / Italian State Railways - Tirano Shed                                                                   | betriebsfähig                                                                             |
|      | FS 880.054                                    | 1’ C t                       | Breda                                                              | 1904        | 1922    | |                                                                        | Treviso / Associazione Dopolavoro Ferroviario                                                                   | ausgestellt                                                                               |
|      | FS 880.1 (880.045)                            | 1’ C t                       | Breda                                                              | 1895        | 1922    | |                                                                        | Turin / Ponte Mosca Workshops                                                                                   | in Reparatur                                                                              |
|      | FS 880.108                                    | 1’ C t                       | Officine Meccaniche SpA, Milano                                    | 431         | 1912    | |                                                                        | Villa Santina / Piazza Giuseppe Garibaldi                                                                       | ausgestellt                                                                               |
|      | FS 880.159 (87559)                            | 1’ C t                       | Breda                                                              | 1512        | 1914    | |                                                                        | Museo nazionale della scienza e della tecnologia Leonardo da Vinci, Mailand                                     | ausgestellt                                                                               |
|      | FS 895.014                                    | D n2t                        | Henschel und Sohn                                                  | 8982        | 1909    | Merte: FS 8964 / 895.014 / 19xx Denkmal Perugia |                                                                        | Perugia / Citta Della Domenica                                                                                  | ausgestellt                                                                               |
|      | FS 895.021                                    | D n2t                        | Henschel und Sohn                                                  | 8989        | 1909    | Merte: FS 8971 / 895.021 / 19xx Privat-Museum, Pietrasanta (Toscana) |                                                                        | Pietrasanta / Private Museum                                                                                    | [ 274 ]                                                                                   |
|      | FS 895.024                                    | D n2t                        | Henschel und Sohn                                                  | 8992        | 1909    | Merte: FS 8974 / 895.024 / 19xx Denkmal, Museum del Cavatore, Carrara (09.2008 vh) |                                                                        | Carrara / Fiorella Marmi                                                                                        | ausgestellt                                                                               |
|      | FS 895.028                                    | D n2t                        | Henschel und Sohn                                                  | 8996        | 1909    | Merte: FS 8978 / 895.028 / 19xx FIUMETTO, Viale Aqua, Marina di Pietrasanta |                                                                        | Marina Di Pietrasanta / Pinewood                                                                                | [ 276 ]                                                                                   |
|      | FS 895.115                                    | D t                          | Breda                                                              | 1872        | 1922    | |                                                                        | Triest, Museo Ferroviario di Trieste Campo Marzio                                                               | ausgestellt                                                                               |
|      | FS 895.123                                    | D t                          | Breda                                                              | 1403        | 1913    | |                                                                        | Piove Di Sacco / ?                                                                                              | [ 278 ]                                                                                   |
|      | FS 895.124                                    | D t                          | Officine Meccaniche Reggiane, Reggio Emilia                        | 5           | 1913    | |                                                                        | Parma / ? | [ 279 ]                                                                                   |
|      | FS 895.159                                    | D t                          | Officine Meccaniche (Napoli)                                       | 619         | 1916    | |                                                                        | Savigliano / Piedmont Railways Museum                                                                           | ausgestellt                                                                               |
|      | FS 896.030                                    | D t                          | Officine Meccaniche (Milano)                                       | 782         | 1922    | |                                                                        | Neapel / Pietrarsa San Giorgio railway museum                                                                   | ausgestellt                                                                               |
|      | FS 905.032                                    | 1’ C t                       | Breda                                                              | 1226        | 1910    | |                                                                        | Neapel / Pietrarsa San Giorgio railway museum                                                                   | ausgestellt                                                                               |
|      | FS 905.043                                    | 1’ C t                       | Breda                                                              | 1309        | 1911    | |                                                                        | Lecce / Museo Ferroviario della Puglia                                                                          | ausgestellt                                                                               |
|      | FS (Rete Sicule) 910.001 (401)                | 1’ C 1’ t                    | Ansaldo (Genova)                                                   | 487         | 1905    | |                                                                        | Neapel, Nationales Eisenbahnmuseum Pietrarsa                                                                    | ausgestellt                                                                               |
|      | FS 940.001                                    | 1’ D 1’ t                    | Officine Meccaniche (Milano)                                       | 795         | 1922    | |                                                                        | Museo nazionale della scienza e della tecnologia Leonardo da Vinci, Mailand                                     | ausgestellt                                                                               |
|      | FS 940.002                                    | 1’ D 1’ t                    | Officine Meccaniche Italiane (Reggio Emilia)                       | 796         | 1922    | |                                                                        | Piazza al Serchio / Car Park, road SR445                                                                        | ausgestellt                                                                               |
|      | FS 940.003                                    | 1’ D 1’ t                    | Officine Meccaniche Italiane (Reggio Emilia)                       | 121         | 1922    | | ATSER - Associazione Treni Storici Emilia Romagna                      | | [ 287 ]                                                                                   |
|      | FS 940.006                                    | 1’ D 1’ t                    | Officine Meccaniche Italiane (Reggio Emilia)                       | 57          | 1922    | |                                                                        | Pistoia / Historical Rolling Stock Shed                                                                         | betriebsfähig                                                                             |
|      | FS 940.008                                    | 1’ D 1’ t                    | Officine Meccaniche Italiane (Reggio Emilia)                       | 59          | 1922    | | ATTS - Associazione Toscana Treni Storici                              | Pistoia / Historic Rolling Stock Shed                                                                           | ausgestellt                                                                               |
|      | FS 940.014                                    | 1’ D 1’ t                    | Officine Meccaniche Italiane (Reggio Emilia)                       | 65          | 1922    | |                                                                        | Voghera / Locomotive Workshop                                                                                   | [ 290 ]                                                                                   |
|      | FS 940.019                                    | 1’ C t                       | Officine Meccaniche Italiane (Reggio Emilia)                       | 70          | 1922    | |                                                                        | Ronco Briantino / Playground Via Cesare Battisi                                                                 | ausgestellt                                                                               |
|      | FS 940.022                                    | 1’ D 1’ t                    | Officine Meccaniche Italiane (Reggio Emilia)                       | 73          | 1922    | | AVTS - Associazione Veneta Treni Storici                               | Verona / Italian State Railways - Verona shed                                                                   | betriebsfähig                                                                             |
|      | FS 940.026                                    | 1’ D 1’ t                    | Officine Meccaniche Italiane (Reggio Emilia)                       | 77          | 1922    | | ATTS - Associazione Toscana Treni Storici                              | Pistoia / Historical Rolling Stock Shed                                                                         | ausgestellt                                                                               |
|      | FS 940.030                                    | 1’ D 1’ t                    | Officine Meccaniche Italiane (Reggio Emilia)                       | 81          | 1922    | | Museo Ferroviario Piemontese                                           | Turin / Monument to Vincenzo Vela                                                                               | ausgestellt                                                                               |
|      | FS 940.033                                    | 1’ D 1’ t                    | Officine Meccaniche Italiane (Reggio Emilia)                       | 96          | 1922    | | Museo Ferroviario Nazionale FS di Pietrarsa                            | Neapel / Pietrarsa San Giorgio Railway Museum                                                                   | ausgestellt                                                                               |
|      | FS 940.036                                    | 1’ D 1’ t                    | Officine Meccaniche Italiane (Reggio Emilia)                       | 99          | 1922    | | Museo Ferroviario Nazionale FS di Pietrarsa                            | Neapel / Pietrarsa Railway Museum                                                                               | ausgestellt (Sectioned)                                                                   |
|      | FS 940.041                                    | 1’ D 1’ t                    | Officine Meccaniche Italiane (Reggio Emilia)                       | 104         | 1922    | | Associazione Amici del Museo del Trasporto Ferroviario                 | Bussoleno / Italian State Railways                                                                              | betriebsfähig                                                                             |
|      | FS 940.042                                    | 1’ D 1’ t                    | Officine Meccaniche Italiane (Reggio Emilia)                       | 105         | 1922    | | ATTS - Associazione Toscana Treni Storici " Italvapore "               | Pistoia / Historical Rolling Stock Shed                                                                         | abgestellt                                                                                |
|      | FS 940.044                                    | 1’ D 1’ t                    | Officine Meccaniche Italiane (Reggio Emilia)                       | 107         | 1922    | | FS, Divisione Regionale di Trenitalia                                  | Sulmona / Italian State Railway                                                                                 | betriebsfähig                                                                             |
|      | FS 940.047                                    | 1’ D 1’ t                    | Officine Meccaniche Italiane (Reggio Emilia)                       | 110         | 1922    | |                                                                        | Casarsa della Delizia / Railway Station                                                                         | ausgestellt                                                                               |
|      | FS 940.050                                    | 1’ D 1’ t                    | Officine Meccaniche Italiane (Reggio Emilia)                       | 113         | 1922    | |                                                                        | La Spezia / Museo nazionale trasporti                                                                           | [ 302 ]                                                                                   |
|      | FS (Santhia-Biella Railway) 940.052 (942)     | 1’ D 1’ t                    | Officine Meccaniche (Milano)                                       | 852         | 1924    | | Museo Montesilvano                                                     | Montesilvano / Museo de Treno (Bahnhof)                                                                         | ausgestellt                                                                               |
|      | FS 980.002                                    | Cz n2 (4v)                   | SLM                                                                | 1898        | 1908    | |                                                                        | Neapel / Pietrarsa San Giorgio Railway Museum                                                                   | ausgestellt                                                                               |
|      | FS 981.001                                    | Cz h2 (4v)                   | Breda                                                              | 1911        | 1922    | |                                                                        | Savigliano / Piedmont Railways Museum                                                                           | ausgestellt                                                                               |
|      | FS 981.004                                    | Cz h2 (4v)                   | Breda                                                              | 1914        | 1922    | |                                                                        | Paola / Sports Complex                                                                                          | ausgestellt                                                                               |
|      | FS 981.005                                    | Cz h2 (4v)                   | Breda                                                              | 1915        | 1922    | |                                                                        | Cosenza / Ferrovie della Calabria                                                                               | betriebsfähig                                                                             |
|      | FS 981.006                                    | Cz h2 (4v)                   | Breda                                                              | 1916        | 1922    | |                                                                        | Cosenza / Ferrovie della Calabria                                                                               | [ 308 ]                                                                                   |
|      | FS 981.007                                    | Cz h2 (4v)                   | Breda                                                              | 1917        | 1922    | |                                                                        | Corinaldo / ?                                                                                                   | [ 309 ]                                                                                   |
|      | FS 981.008                                    | Cz h2 (4v)                   | Breda                                                              | 1911        | 1922    | |                                                                        | Pistoia / Historic Rolling Stock Shed                                                                           | ausgestellt                                                                               |
|      | FSE 6                                         | C t                          | St. Leonard (Liege)                                                | 1205        | 1901    | |                                                                        | Bari / Bari Sud Est Railway Station                                                                             | ausgestellt                                                                               |
|      | FTC 21                                        | C t                          | ?                                                                  | ?           | ?       | |                                                                        | Savigliano / Piedmont Railways Museum                                                                           | [ 313 ]                                                                                   |
|      | FTC 22                                        | C t                          | ?                                                                  | ?           | ?       | |                                                                        | Savigliano / Piedmont Railways Museum                                                                           | [ 314 ]                                                                                   |
|      | FTN 6 'Lanzo'                                 | C t (lt Merte B n2t)         | Henschel und Sohn                                                  | 1636        | 1883    | Merte: Torino-Ciriè-Lanzo "6" -> Tranvie Intercomunali Torinese / 19xx Museo Ferroviario Piemontese, Torino "LANZO 6" |                                                                        | Altavilla Monferrato / Museo de Tramways                                                                        | in Reparatur                                                                              |
|      | FTN 7                                         | C n2t                        | Henschel und Sohn                                                  | 4306        | 1895    | Merte: Ferrovia Centrale e Tram del Canavese "7" (1957 vh) / 19xx Eisenbahnmuseum Piemontese, Torino |                                                                        | Savigliano / Piedmont Railways Museum                                                                           | Lt. Merte "Typ T3"                                                                        |
|      | FTN 23                                        | C t                          |                                                                    |             |         | |                                                                        | Savigliano / Piedmont Railways Museum                                                                           |                                                                                           |
|      | Grimaldi & Co, Genova None                    | B t                          | Krauss                                                             | 6240        | 1909    | Merte: Grimaldi e C., Genova / 19xx Romana Zuccero, Cesena / 19xx Museums, Bologna |                                                                        | La Spezia / Museo nazionale trasporti                                                                           | ausgestellt                                                                               |
|      | JŽ 33.107                                     | 1’ E                         | MBA                                                                | 13803       | 1943    | ex DRB 52.4752 |                                                                        | Triest, Museo Ferroviario di Trieste Campo Marzio                                                               | abgestellt                                                                                |
|      | Magazzini Generali 0-4-0ST                    | B t                          | Davenport Locomotive Works                                         | 1580        | 1917    | |                                                                        | Altavilla Monferrato / Museo de Tramways                                                                        | in Reparatur                                                                              |
|      | Tranvia Milano-Gallarate MTB BC 34 'Trezzo'   | Bt Straßenbahn-Kastenlok     | Henschel und Sohn                                                  | 9716        | 1909    | Merte: Tram Milano-Gallarate "BC34" / 1914 MTB - Monza - Trezzo - Bergamo "BC34" / 19xx Museum "Leonardo da Vinci", Milano "TREZZO BC34" (09.2002 vh) |                                                                        | Museo nazionale della scienza e della tecnologia Leonardo da Vinci, Mailand                                     | ausgestellt                                                                               |
|      | Tranvia Milano-Magenta MMC 111                | Ct Straßenbahn-Kastenlok     | Tubize                                                             | 1683        | 1912    | |                                                                        | Museo nazionale della scienza e della tecnologia Leonardo da Vinci, Mailand                                     | ausgestellt                                                                               |
|      | Parma Tramways                                | Bt Straßenbahn-Kastenlok     | ?                                                                  | ?           | ?       | |                                                                        | Bologna / Museum of Transport                                                                                   | [ 322 ]                                                                                   |
|      | Port of Savona (Val Sessera Railway) EA11 (1) | C n2t                        | Henschel und Sohn                                                  | 8584        | 1907    | Merte: Ferrovia della Valle Sessera FVS, für Grignaseo-Coggiola Fortula "1" / 195x Emilio Astengo, Savona (Hafenbahn) "11" (09.1974 vh) / 19xx Verkehrsmuseum Piemontese, Torino (Teile zur Aufarbeitung der FNr. 8585 verwendet) / => Denkmal, Altavilla Monferrato bei Alessandria |                                                                        | Altavilla Monferrato / Museo de Tramways                                                                        | ausgestellt Lt. Merte "Typ T3"                                                            |
|      | PorTof Savona (Val Sessera Railway) EA12 (2)  | C n2t                        | Henschel und Sohn                                                  | 8585        | 1907    | Ferrovia della Valle Sessera FVS, für Grignaseo-Coggiola Fortula "2" / 195x Emilio Astengo, Savona (Hafenbahn) "12" (09.1974 vh) / 19xx Verkehrsmuseum Piemontese, Torino "3" (07.2002 iE, 2015 in HU) |                                                                        | Turin / Piedmont Railways Museum                                                                                | in Reparatur t. Merte "Typ T3"                                                            |
|      | SAFRE (Reggio-Ciano d Enza) N 7 'Vallisneri'  | C n2t                        | Henschel und Sohn                                                  | 8138        | 1907    | Merte: Reggio-Ciano d'Enza "N.7" / 19xx Verein der Eisenbahnfreunde Provinz Reggio Emilia SAFRE (04.1996, 01.2003 betrf. vh) |                                                                        | Reggio / ACT - Private Railway                                                                                  | in Reparatur                                                                              |
|      | Savona Harbour EA 10 'Alessandro Volta'       | B t                          | Orenstein & Koppel                                                 | 6007        | 1912    | Merte: Emilio Astengo, Rom, für Hafen Savona "ALESSANDRO VOLTA EA 10" (um 1961 a) / 1973 Denkmal - Privat, Foppoli spa Utensileria, Via Nazionale, Piamborno "EA 10" (10.1996, 11.2011, 04.2017 vh |                                                                        | Pian di Borno / Pian di Borno bei Cividate Commune                                                              | ausgestellt                                                                               |
|      | SNFT2 (ausgestellt als SNFT1)                 | C n2t                        | Esslingen                                                          | 3392        | 1906    | Merte: Iseo-Edolo SNFT, Italien "2" /1961 Denkmal, Schloßpark Brescia "1" (08.1995, 09.2002. 11.2022 vh) |                                                                        | Brescia / Castello di Brescia gardens                                                                           | ausgestellt lt. Merte auch "Saronno 283"                                                  |
|      | Societa Veneta 321 (102)                      | C t                          | Henschel und Sohn                                                  | 7587        | 1906    | Merte: SV - Societa Veneta "102" -> "321" / 1969 Pietra SpA, Stabilimento di Omegna, Omegna "SV321" (09.1974 vh) / 1980 Museo Trasporti, Bologna "SV 321" | Vecchi binari Fvg                                                      | Udine, Via Peschiera Vormals: Bologna / ATC Museum of Transport                                                 | ausgestellt Die Lokomotive wird medial als Preußische T3 bezeichnet, nicht aber bei Merte |
|      | Ste Ligura Lombardo Gênes                     | B n2t                        | Borsig                                                             | 8019        | 1911    | Merte: Sozieta Ligura, Lombardo Gênes / 19xx Privat-Denkmal, Buttapietra (07.1995, 04.2004 vh) |                                                                        | Buttapietra / Cantina Valpantena Verona                                                                         | ausgestellt                                                                               |
|      | TBPM 9 'Bologna'                              | C n2t Straßenbahn-Kastenlok  | Henschel und Sohn                                                  | 8125        | 1907    | Merte: Bologna-Pieve di Cento-Malalbergo "9" "BOLOGNA" / 19xx Museo Transporti di Bologna |                                                                        | Bologna / ATC Museum of Transport                                                                               | [ 331 ]                                                                                   |
|      | Torino Intercomunal Tramways (SATTI) Co. 9    | C n2t                        | Henschel und Sohn                                                  | 7329        | 1907    | Merte: Ferrovia Centrale e Tram del Canavese "9" / 19xx Denkmal, Loano (06.2002 vh) |                                                                        | Loano / Railway Station                                                                                         | ausgestellt                                                                               |
|      | TPBM 11 (813.011)                             | C t                          | ?                                                                  | ?           | ?       | |                                                                        | Bologna / ATC Museum of Transport                                                                               | [ 333 ]                                                                                   |
|      | US Army                                       | C t                          | ?                                                                  | ?           | ?       | |                                                                        | Bussaleno / Sidings                                                                                             | schlechter Zustand                                                                        |
|      | Zuccheri Rovigo 2                             | C t                          | Ansaldo (Genova)                                                   | 1174        | 1923    | |                                                                        | Monselice / Molon Umberto workshops                                                                             | ausgestellt                                                                               |

## Schmalspurlokomotiven 500 mm
| Foto | Nummer oder Name | Bauart | Hersteller         | Fabrik- nr. | Baujahr | Herkunft | Eigentümer | Standort                                                                                                  | Bemerkungen            |
| ---- | ---------------- | ------ | ------------------ | ----------- | ------- | --- | ---------- | --- | ---------------------- |
|      |                  | B t    | Orenstein & Koppel | 3937        | 1909    | Merte: Societa Veneta, Roma / 19xx Fratelli Bisson, Fontaniva / 1997 Privat, Risi Franco – Museo della macchina a vapore, San Giovanni in Persiceto Bologna (2005 Wiederinbetriebnahme) / 2010 Parkbahn, Parco Esposizioni di Novegro, Milano (09.2012 iE) |            | Privatsammlung (Franco Risi) in Modena / Museo della macchina a vapore, San Giovanni in Persiceto Bologna | [ 24 ] [ 336 ] [ 337 ] |

## Schmalspurlokomotiven 600 mm
| Foto | Nummer oder Name | Bauart | Hersteller         | Fabrik- nr. | Baujahr | Herkunft                                                                  | Eigentümer | Standort                                  | Bemerkungen |
| ---- | ---------------- | ------ | ------------------ | ----------- | ------- | ------------------------------------------------------------------------- | ---------- | ----------------------------------------- | ----------- |
|      | Cala Francese    | B t    | Arnold Jung        | 3656        | 1925    | Merte: E. Mondini, La Maddalena / .... Denkmal, La Maddalena (04.2007 vh) |            | Museo Storico della Cava di Cala Francese | [ 338 ]     |
|      | Altpiano         | B t    | Orenstein & Koppel | ?           | ?       |                                                                           |            | Ranco                                     | [ 339 ]     |
|      | ?                | B t    | Orenstein & Koppel | ?           | ?       |                                                                           |            | Volandia Museum, Somma Lombardo           | [ 340 ]     |

## Schmalspurlokomotiven 750 mm
| Foto | Nummer oder Name       | Bauart           | Hersteller       | Fabrik- nr.                 | Baujahr | Herkunft | Eigentümer         | Standort | Bemerkungen                                                                                               |
| ---- | ---------------------- | ---------------- | ---------------- | --------------------------- | ------- | --- | ------------------ | --- | --- |
|      | Zuccheri Avezzano 1    | B t              | Krauss (München) | 5204                        | 1904    | Merte: Arthur Koppel für Rom, an Ferriera Fucino (Zuckerfabrik), Avezzano "FUCINO 1" / 19xx Com. Fer. Met, Bruneck (09.1973 a vh) / 1996 Denkmal, Raiffeisenkasse, Sand in Tirol (09.1998, 2001 vh) / .... Denkmal, Unicem Cements, Casale Monferrato (800 mm; 06.2009 vh) |                    | Casale Monferrato | [ 341 ] [ 24 ]                                                                                            |
|      | unknown                | B t              | Krauss (München) | 8066 (Nummer unglaubwürdig) | 1925    | | Museo Vecchia Pesa | Classe | [ 342 ]                                                                                                   |
|      |                        | B n2t (ex C n2t) | Henschel & Sohn  | 15863                       | 1917    | Merte: KuK Kriegsministerium Wien "427" / 192x Ferriera Fucino, Avezzano "8" "MONTE VELINO" (192x U Bn2t 750mm) / 19xx Denkmal, Ferriera Casilina (Stahlwerk), Rom |                    | Ferriera Casilina, unweit der Metrostation Montecompatri-Pantano. Monte Compatri, östlich von Rom. Zwischen der Via Casilina und der Via Acqua Felice | Österreichisch-Ungarische Kriegskategorie RIIIc 2015-2016 war die Lok in Avezzano als Denkmal aufgestellt |
|      | Zuccherificio Codigoro | B t              | Arnold Jung      | 2008                        | 1913    | Merte: Casalis, Mailand / 1929 Sandgrube bei Mantova (1936 a, 1959 a vh) / 1959 Privat, Gino Giuliani "FG 59" / 1968 Parkbahn Lido di Spina bei Ferrara / 1974 Parco Fiabilandia, Parkbahn, Rimini "COLLEFIORITO" (08.2009, 02.2012 vh)                                    |                    | Rimini, nahe Fabilandia | [ 344 ]                                                                                                   |

## Schmalspurlokomotiven 760 mm
| Foto | Nummer oder Name | Bauart  | Hersteller                                  | Fabrik- nr. | Baujahr | Herkunft | Eigentümer | Standort                                                                    | Bemerkungen     |
| ---- | ---------------- | ------- | ------------------------------------------- | ----------- | ------- | --- | ---------- | --------------------------------------------------------------------------- | --------------- |
|      | FS R402.007 / P7 | D1’ h2t | Officine Meccaniche Reggiane, Reggio Emilia | 117         | 1922    | Nachbau kkStB P. Für Bahnstrecke Triest - Parenzo |            | Museo nazionale della scienza e della tecnologia Leonardo da Vinci, Mailand | [ 345 ]         |
|      | R410.004         | D n2t   | Krauss/Linz                                 | 7174        | 1916    | Merte: K & K Heeres-Rollbahnen "4154" /1918 Italienische Staatsbahn "R.410.004" /1973 Denkmal, St. Ulrich, Ortisei [BZ] "R.410.004" (1979, 09.1998 vh) |            | Denkmal in St. Ulrich in Gröden                                             | [ 346 ]         |
|      | 764.202          | D t     | Lokfabrik „23. August“                      | 525         | 1949    | |            | Remanzacco                                                                  | [ 347 ] [ 348 ] |

## Schmalspurlokomotiven 950 mm
| Foto | Nummer oder Name                                           | Bauart                 | Hersteller                                  | Fabrik- nr. | Baujahr | Herkunft | Eigentümer | Standort | Bemerkungen     |
| ---- | ---------------------------------------------------------- | ---------------------- | ------------------------------------------- | ----------- | ------- | --- | ---------- | --- | --------------- |
|      | FC 188                                                     | 1’ C t                 | ?                                           | ?           | 1924    | |            | Cosenza-Pedace / Cosenza-Pedace to Gioa Tauro                                                                     | in Reparatur    |
|      | FC 361                                                     | D t                    | ?                                           | ?           | 1926    | |            | Cosenza / Ferrovie della Calabria                                                                                 | [ 351 ]         |
|      | FCL 401                                                    | 1’ C t                 | CEMSA                                       | 934         | 1930    | |            | Paliano / Selva di Paliano Park                                                                                   | abgestellt      |
|      | FAL 402                                                    | 1’ C t                 | CEMSA                                       | 935         | 1932    | |            | Potenza Inferiore / Ferrovie Appulo Lucane                                                                        | betriebsfähig   |
|      | FCL 403                                                    | 1’ C t                 | CEMSA                                       | 936         | 1931    | |            | Cosenza / Ferrovie della Calabria                                                                                 | in Reparatur    |
|      | Ferrovie Calabro Lucane 411                                | 1’ B t                 | CEMSA                                       | 944         | 1931    | |            | Città di Castello                                                                                                 | [ 355 ] [ 350 ] |
|      | FCL 412                                                    | 1’ C t                 | CEMSA                                       | 945         | 1931    | |            | Mileto / Old FCL Railway Station                                                                                  | ausgestellt     |
|      | FCL 418                                                    | 1’ C t                 | CEMSA                                       | 973         | 1932    | |            | Paliano / Selva di Paliano Park                                                                                   | abgestellt      |
|      | FAL 421                                                    | 1’ C t                 | CEMSA                                       | ?           | 1932    | |            | Potenza Inferiore / Ferrovie Appulo Lucane                                                                        | betriebsfähig   |
|      | Ferrovie Calabro Lucane 353                                | D n2t                  | Borsig                                      | 11940       | 1927    | Merte: Societa Italiana per le Strade Ferate de Mediteranea, Milano, für Calabro-Lucane "MCL 353" /1991 Ferrovie della calabria "FCL 353" (mit Schild FNr. 11939; 04.2012 iE)                                      |            | Camiglintello / Treno Della Sila                                                                                  | betriebsfähig   |
|      | Ferrovie Calabro Lucane 358                                | D n2t                  | Ansaldo                                     | 1352        | 1928    | |            | Ferrovia Museo delle Colline Romane e Monti Prenestini                                                            | [ 350 ]         |
|      | Ferrovie della Calabria 502                                | 1’ C t Zahnrad         | CEMSA                                       | 966         | 1932    | |            | Cosenza / Ferrovie della Calabria                                                                                 | [ 360 ] [ 350 ] |
|      | Ferrovie della Calabria 503                                | 1’ C 1’ t Zahnrad      | CEMSA                                       | 967         | 1932    | |            | Castrovillari / Bus station (Old railway station site)                                                            | ausgestellt     |
|      | Ferrovie della Calabria 504                                | 1’ C 1’ t Zahnrad      | CEMSA                                       | 968         | 1932    | |            | Cosenza / Ferrovie della Calabria                                                                                 | betriebsfähig   |
|      | Ferrovie della Calabria 506                                | 1’ C 1’ t Zahnrad      | CEMSA                                       | 970         | 1932    | |            | Cosenza / Citta dei Ragazzi                                                                                       | ausgestellt     |
|      | ?                                                          | C t Zahnrad            | Breda                                       | 1918        | 1922    | |            | Cosenza / Ferrovie della Calabria                                                                                 | [ 364 ]         |
|      | FS R301.027                                                | 1’ C t                 | Officine Meccaniche (Milano)                | 583         | 1918    | |            | Castelvetrano / Locomotive Depot Yard                                                                             | abgestellt      |
|      | FS R301.2                                                  | 1’ C t                 | Officine Meccaniche (Saronno)               | 461         | 1912    | |            | Museo nazionale della scienza e della tecnologia Leonardo da Vinci, Mailand                                       | ausgestellt     |
|      | FS R302.019                                                | 1’ C t                 | Officine Meccaniche (Napoli)                | 671         | 1927    | |            | Neapel / Pietrarsa San Giorgio Railway Museum                                                                     | ausgestellt     |
|      | FS R302.038                                                | 1’ C t                 | Officine Meccaniche (Napoli)                | 119         | 1927    | |            | Marcon / Mecnafer Works, Via della Industrie                                                                      | ausgestellt     |
|      | FS R302.23                                                 | 1’ C t                 | Officine Meccaniche (Napoli)                | 104         | 1927    | |            | Neapel / Pietrarsa San Giorgio Railway Museum                                                                     | abgestellt      |
|      | FS R.370.002                                               | C t Zahnrad            | Officine Romeo (Saronno)                    | 322         | 1908    | |            | Bufalotta, Privatsammlung                                                                                         | [ 370 ]         |
|      | FS R.370.012                                               | C t Zahnrad            | Officine Meccaniche (Saronno)               | 522         | 1915    | |            | Catania, Bahnhof                                                                                                  | [ 371 ]         |
|      | FS R.370.018                                               | C t Zahnrad            | Officine Meccaniche (Saronno)               | 528         | 1914    | |            | Città di Castello, Museum                                                                                         | [ 372 ]         |
|      | FS R.370.023                                               | C t Zahnrad            | Officine Meccaniche (Saronno)               | 639         | 1921    | |            | Neapel, Pietrarsa San Giorgio Railway Museum                                                                      | [ 373 ]         |
|      | FS R.370.024                                               | C t Zahnrad            | Officine Meccaniche (Saronno)               | 640         | 1921    | |            | Canove di Roana, ehemaliger Bahnhof der Zahnradbahn Rocchette-Asiago, Museo storico della Grande Guerra 1915-1918 | [ 374 ]         |
|      | Ferrovie della Sardegna 201                                | B'B n4vt               | BMAG - Berliner Maschinenbau AG             | 4350        | 1909    | Merte: SFSS Strade Ferrate Secondarie della Sardegna, Sardinien "201" / 1921 Ferrovie Complementari della Sardegna "201" / 1989 FdS Ferrovie della Sardegna (10.1999, 2018 HW Monserrato a vh)                     |            | Monserrato / San Gottard Depot yard                                                                               | abgestellt      |
|      | Ferrovie della Sardegna 202                                | B'B n4vt               | Henschel und Sohn                           | 11669       | 1913    | Merte: Fer. Sangritana "7" -> FAA - Adriatico-Appennino "27" / 19xx Roma-Viterbo / 1962 FCS - Ferrovie Complementari della Sardegna "202" / 1989 FdS, Sardinien "20" / 19xx Museum Monserrato "202" (10.1999 a vh) |            | Monserrato / Museo delle Ferrovia della Sardegna                                                                  | ausgestellt     |
|      | Ferrovie della Sardegna 3                                  | 1’ C t                 | Breda                                       | 1539        | 1914    | |            | Mandas / Mandas Depot                                                                                             | abgestellt      |
|      | Ferrovie della Sardegna 3 'Nulvi'                          | 1’ C t                 | Breda                                       | 2289        | 1930    | |            | Sassari / Locomotive depot                                                                                        | ausgestellt     |
|      | Ferrovie della Sardegna 300 T                              | 1’ D t (lt. Merte D t) | Orenstein & Koppel                          | 5758        | 1914    | Merte: Soc. Ital. per le Strade Ferrate (1916 Umbau in 1Dt) / 1921 Ferrovie Complementari della Sardegna "300" / 1989 FdS (10.1999 a vh in Monserrato)                                                             |            | Monserrato / Museo delle Ferrovia della Sardegna                                                                  | ausgestellt     |
|      | Ferrovie della Sardegna 301 T                              | 1’ D t (lt. Merte D t) | Orenstein & Koppel                          | 5759        | 1914    | Merte: Secondari de Sardegna (1916 Umbau in 1Dt) / 1921 Ferrovie Complementari della Sardegna "301" /1989 FdS (10.1999 a vh in Mandas)                                                                             |            | Isili / Parco di Asusa                                                                                            | ausgestellt     |
|      | Ferrovie della Sardegna 302 T                              | 1’ D t (lt. Merte D t) | Orenstein & Koppel                          | 7721        | 1914    | Merte: Sardegna / 1916 FCS - Ferrovie Complementari della Sardegna "302" / 1989 FdS (10.1999 a vh in Monserrato)                                                                                                   |            | Monserrato / Museo delle Ferrovia della Sardegna                                                                  | ausgestellt     |
|      | Ferrovie della Sardegna 303 T                              | 1’ D t (lt. Merte D t) | Orenstein & Koppel                          | 7722        | 1914    | Merte: Sardegna / 1916 FCS - Ferrovie Complementari della Sardegna "303" / 1989 FdS (10.1999 a vh in Monserrato)                                                                                                   |            | Monserrato / Museo delle Ferrovia della Sardegna                                                                  | ausgestellt     |
|      | Ferrovie della Sardegna 400                                | 1’ C 1’ t              | Officine Meccaniche Reggiane, Reggio Emilia | 133         | 1931    | |            | Monserrato / Railways of Sardinia                                                                                 | [ 383 ]         |
|      | Ferrovie della Sardegna 402                                | 1’ C 1’ t              | Officine Meccaniche Reggiane, Reggio Emilia | 135         | 1932    | |            | Monserrato / Museo delle Ferrovia della Sardegna                                                                  | ausgestellt     |
|      | Ferrovie della Sardegna 5 'Elsa'                           | 1’ C t                 | Breda                                       | 2291        | 1930    | |            | Sassari / Locomotive depot                                                                                        | ausgestellt     |
|      | FCS Ferrovie Complementari della Sardegna ?                | 1’ C t                 | ?                                           | ?           | ?       | |            | Mandas / Mandas Depot                                                                                             | abgestellt      |
|      | FCS Ferrovie Complementari della Sardegna ?                | 1’ C t                 | ?                                           | ?           | ?       | |            | Mandas / Mandas Depot                                                                                             | abgestellt      |
|      | FCS 1 Ferrovie Complementari della Sardegna                | 1’ C t                 | Breda                                       | 1527        | 1914    | |            | Sorgono / Old Railway Station                                                                                     | abgestellt      |
|      |                                                            |                        |                                             |             |         | |            | |                 |
|      | FCS 14                                                     | ?                      | Breda                                       | ?           | ?       | |            | Bufalotta / Private Collection                                                                                    | ?               |
|      | Ferrovie della Sardegna 43 'Goito'                         | 1’ C t                 | SLM                                         | 858         | 1893    | |            | Monserrato / Museo delle Ferrovia della Sardegna                                                                  | ausgestellt     |
|      | FCS 45                                                     | 1'C n2                 | SLM                                         | 859         | 1894    | |            | Fiumicino / Tourist Information office                                                                            | ausgestellt     |
|      | FCS 36 Ferrovie Complementari della Sardegna               | ?                      | ?                                           | ?           | ?       | |            | Bufalotta / Private Collection                                                                                    | ?               |
|      | FCS 4                                                      | 1’ C t                 | Breda                                       | 1540        | 1914    | |            | Macomèr / Station                                                                                                 | abgestellt      |
|      | FCS 11 Ferrovie Complementari della Sardegna (oder FCS 4?) | 1’ C t                 | Breda                                       | 2290        | 1914    | |            | Tempio Pausania / Railway Station                                                                                 | abgestellt      |
|      | FCS 4                                                      | ?                      | ?                                           | ?           | ?       | |            | Bufalotta / Private Collection,                                                                                   | ?               |
|      | FCS 5                                                      | 1’ C t                 | Breda                                       | 1541        | 1914    | |            | Macomèr / Car Park at the depot                                                                                   | abgestellt      |
|      | FCS 7                                                      | ?                      | ?                                           | ?           | ?       | |            | Bufalotta / Private Collection, Bufalotta                                                                         | [ 398 ]         |
|      | FCS 7 'Giara'                                              | 1’ C t                 | Breda                                       | 1543        | 1914    | |            | Monserrato / traffic circle Via Cesare Cabras                                                                     | ausgestellt     |
|      | Ferrovie Meridionali Sarde 101                             | 1’ C t                 | Breda                                       | 2245        | 1925    | |            | Carbonia / Serbariu Coal Mine Museum                                                                              | ausgestellt     |
|      | Ferrovie Meridionali Sarde 106                             |                        |                                             |             |         | |            | Cagliari-Elmas |                 |
|      | Ferrovia Circumetnea 10 'MASCALI'                          | C t                    | Breda                                       | 302         | 1894    | |            | Catania / Railway Station / Misterbianco                                                                          | ausgestellt     |
|      | Ferrovia Circumetnea 14                                    | C t                    | La Meuse                                    | 2224        | 1909    | |            | Catania / Catania Borgo FCE Station                                                                               | ausgestellt     |